# Grand Prix de Pau
Le Grand Prix automobile de Pau (en béarnais Gran Prèmi de Pau, en anglais Pau Grand Prix) est une épreuve de course automobile disputée chaque année sur le Circuit de Pau-Ville, tracée dans les rues de Pau, dans le département des Pyrénées-Atlantiques, en France.
Héritier d'une longue tradition de course automobile dans le sud-ouest de l'hexagone remontant à 1899, le Grand Prix de Pau, né sous le nom de « Grand Prix du Sud-Ouest » en 1901, s'est forgé une réputation grâce à son circuit urbain, identique depuis 1935 et considéré comme particulièrement difficile et relevé par de nombreux pilotes.
Après avoir accueilli des concurrents reconnus d'avant-guerre, le Grand Prix de Pau est devenu une course de Formule 1 hors-championnat du monde à partir de 1950. Après une période d'alternance entre la F1 et la F2, la course paloise est devenue une manche régulière du Championnat de France F2, puis du Championnat d'Europe, dans laquelle de nombreux pilotes de F1 chevronnés côtoyaient les jeunes talents du sport automobile. Le Grand Prix de Pau marque alors un passage important dans la carrière des jeunes pilotes désireux d'accéder en F1, y compris lorsque la Formule 3000 remplace la Formule 2 dans les années 1980.
Avec l'augmentation de la puissance et de la vitesse des véhicules, le circuit de Pau doit se résoudre à accueillir des compétitions moins exigeantes. À l'aube des années 2000, le Grand Prix devient une étape régulière du calendrier de la Formule 3 avec les championnats européens puis britannique. La tradition historique des monoplaces est perturbée lorsque le Grand Prix devient la manche française du Championnat du monde des voitures de tourisme (WTCC) de 2007 à 2009, ce qui lui permet de regagner en notoriété.
Après une annulation controversée de la course en 2010, la Formule 3 retourne dans les rues paloises à partir de 2011. Le Grand Prix de Pau redevient l'une des courses phare du Championnat d'Europe et constitue l'une des deux épreuves « spéciales » de Formule 3 avec le Grand Prix de Macao. En 2019, la F3 Europe est remplacée par l'Euroformula Open.
En 2020 et 2021, le Grand Prix est annulé en raison des mesures de confinement prises en réponse à la pandémie de COVID-19.
En 2022, le Grand Prix de Pau est intégré au Pau Motors Festival, un événement de deux semaines sur le thème de l'automobile et la mobilité.
En 2024, le Grand Prix, sujet à un manque de financement de la part des partenaires à cause de la concurrence avec les Jeux Olympiques, est annulé.

## Histoire

### 1898-1901: origines du Grand Prix de Pau

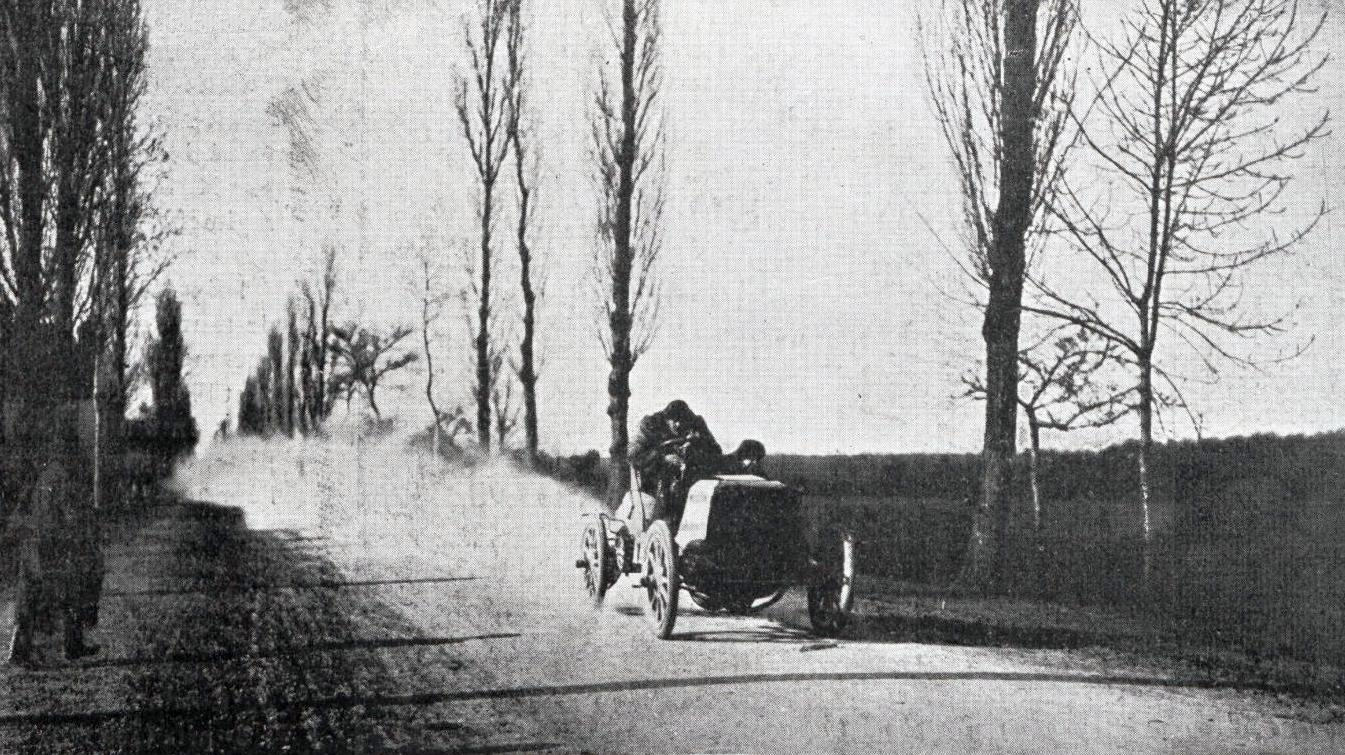
Maurice Farman, vainqueur du Grand Prix du Sud-Ouest en février 1901 sur Panhard.

À la Belle Époque, Pau est une ville hautement touristique et réputée pour son climat agréable, ainsi de nombreux riches touristes et industriels de tous les pays y viennent pour passer leurs vacances. La capitale du Béarn est alors l'une des rares villes à voir rouler quelques automobiles en son centre. Quelques courses automobiles sur routes ouvertes ont déjà lieu dans les environs de Pau et Bayonne. En 1898, le célèbre jockey américain installé à Pau William Knapp Thorn, petit-fils de l'industriel Cornelius Vanderbilt, décide conjointement avec le Comte Georges Nitot, membre de l'Automobile Club de France, de promouvoir l'utilisation de l'automobile en Béarn en créant le tout premier Automobile-Club Béarnais à l'occasion d'une réunion organisée le 29 octobre. L'année suivante, l'ACB organise sa première course entre Pau et Bayonne. Le 6 avril 1899, le Français Albert « Georges » Lemaître remporte la course Pau-Bayonne-Pau sur sa Peugeot 10 CV en 3 heures et 57 minutes à la moyenne de 52 kilomètres à l'heure.
Devant le succès populaire de la première course, l'Automobile-Club Béarnais organise un meeting complet en 1900 : la « Semaine de Pau ». L'épreuve principale du meeting : le « Circuit du Sud-Ouest », a lieu sur un tracé éponyme de plus de 300 kilomètres sur routes ouvertes dont la ligne de départ/arrivée est située à Pau et qui traverse Tarbes, remonte vers le Sud des Landes, se redirige vers Biarritz et la Côte basque puis retourne à Pau. Comportant plusieurs catégories différentes, l'épreuve est remportée au classement général par l'aristocrate belge René de Knyff sur sa Panhard, qui remporte également la catégorie « Grand Prix de Pau ». Pour la première fois, l'emploi du terme « Grand Prix » n'est plus réservé aux courses hippiques.

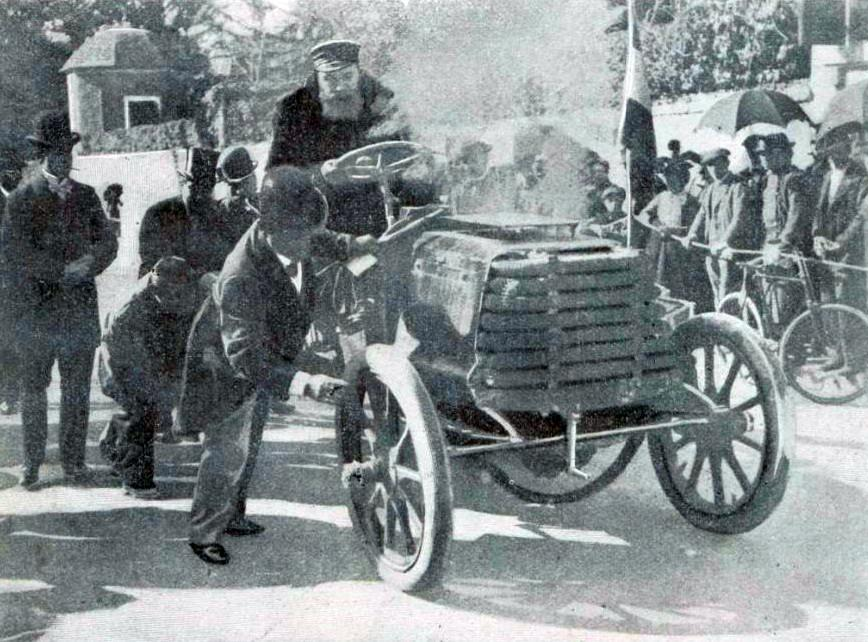
René de Knyff, vainqueur du Circuit du Sud-Ouest en février 1900 sur Panhard.

La « semaine de Pau » a lieu sur le même tracé en 1901, toujours en février. La principale épreuve du meeting change de nom et le « Circuit du Sud-Ouest » devient le « Grand Prix du Sud-Ouest ». Le Grand Prix du Sud-Ouest est quant à lui, la première épreuve automobile du monde à porter le nom de « Grand Prix » (bien que les affiches publicitaires des sponsors préfèrent garder l’appellation de « circuit » afin de garder la continuité avec l’épreuve de 1900). Le Grand Prix du Sud-Ouest est alors divisé en quatre catégories : « heavy cars », « light cars », voiturettes, et motos. Tandis que le « Prix du Béarn » est décerné à Osmont et sa moto De Dion, Henri Farman et Louis Renault remportent les Grands Prix du Palais d'hiver respectivement en catégories Light Cars et Voiturettes. Le vainqueur de la course au classement général Maurice Farman, se voit remettre le Grand Prix de Pau, réservé aux « heavy cars ». Ainsi, le pilote et ingénieur français est considéré comme le tout premier vainqueur du Grand Prix de Pau. Bien que cette catégorie existait déjà l'année précédente, le Grand Prix du Sud-Ouest est considéré comme le premier GP de Pau en tant que course à part entière et non en tant que catégorie au sein d'une course plus large.

### 1930-1935: Grand Prix de France puis Grand Prix de Pau en centre-ville

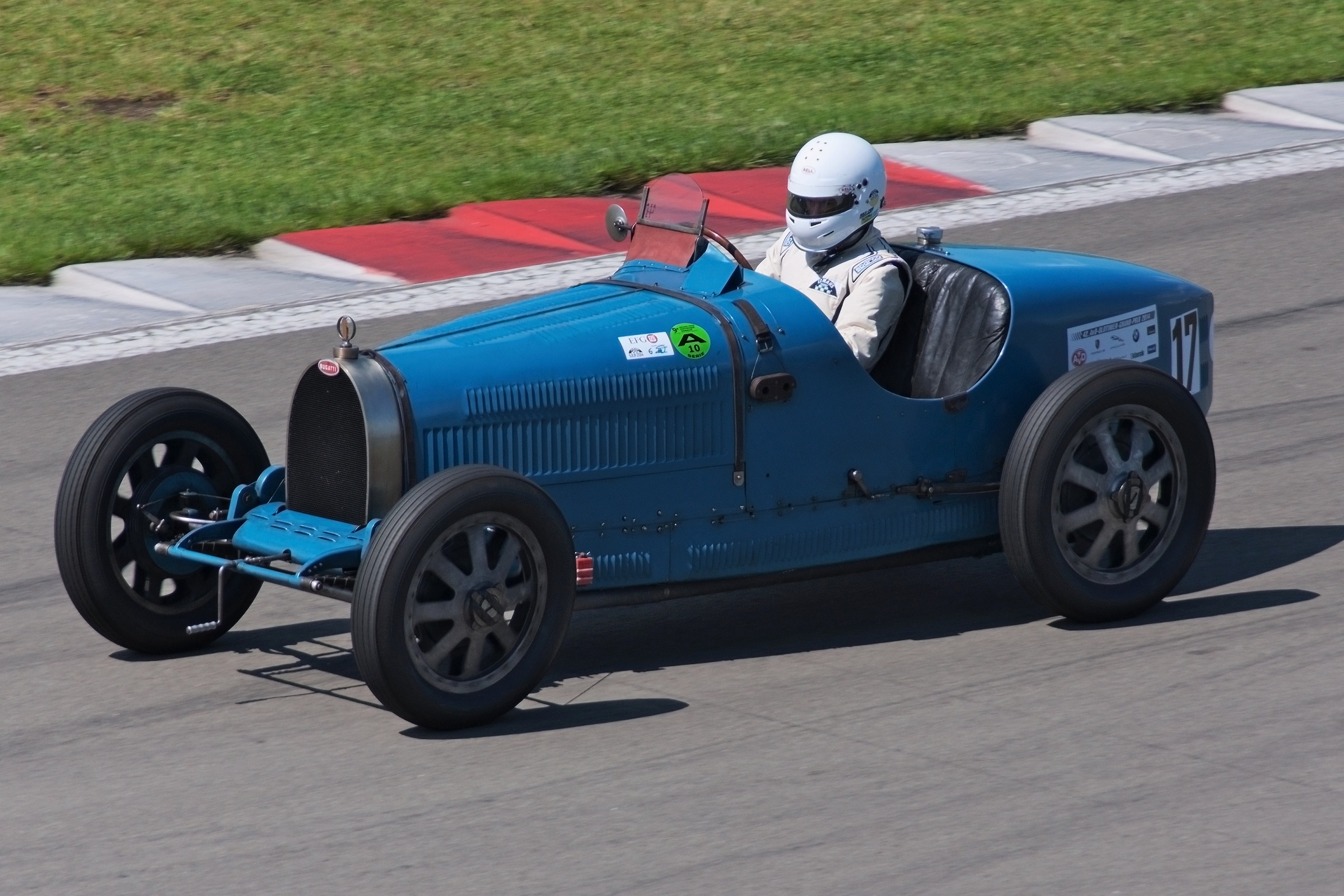
Bugatti Type 35C

L'Automobile Club de France confie à l'Automobile-Club Basco-Béarnais l'organisation du Grand Prix de France (GP de l'A.C.F.) pour la saison 1930 dans un contexte de tensions : de nombreux pilotes et constructeurs automobiles souhaitent quitter les circuits en raison d'un changement brutal de réglementation de la part de l'AIACR (ancêtre de la Fédération internationale de l'automobile). Afin de faire revenir les concurrents, l'ACF publie son propre règlement technique de Formule « Libre » si bien que 37 voitures, essentiellement des Bugatti, s'alignent sur le « Grand circuit de Pau », empruntant les routes reliant Pau à Tarbes et au village de Morlaàs, élargies pour l'occasion. Philippe Étancelin remporte les vingt-cinq tours de course sur sa Bugatti privée et empoche les 100 000 francs promis au vainqueur. Grand succès populaire, le GP de France est pourtant un désastre financier pour l'ACBB, la plupart des entrées spectateurs n'étant pas payantes. Dans la culture populaire, la course de 1930 est considérée par erreur comme le premier « vrai » Grand Prix à Pau, y compris par son organisateur, car c'est la toute première course disputée sur routes fermées en région paloise. Le Grand Prix moto de France est organisé par l'Union motocycliste de France le matin du GP automobile sur le même circuit avec ces différentes catégories et notamment la victoire de l'Irlandais Stanley Woods en 500 cm3.

Plan du circuit de Pau en 1933

L'ACBB souhaite alors poursuivre les compétitions automobiles à Pau mais doit attendre quelques années avant d'éponger toutes les dettes du GP 1930. En 1933, le secrétaire général de l'ACBB Georges Charaudeau imagine un premier tracé au cœur du centre-ville en s'inspirant des autres compétitions de l'époque telles le Grand Prix de Monaco, apparu dix ans plus tôt. La ligne d'arrivée et les stands sont situés à proximité du Casino/Palais d'hiver et du Parc Beaumont, principal espace vert de la cité paloise. Afin de promouvoir la réputation de Pau en tant que ville de sports d'hiver, l'édition 1933 se dispute en février sous la neige, c'est alors la toute première épreuve du calendrier international. Le pilote français Marcel Lehoux remporte le Grand Prix de Pau dans des conditions de courses considérées comme épouvantables.
Les organisateurs consacrent une année de réflexion et d'amélioration du Grand Prix avant de faire perdurer l'épreuve. Le tracé est modifié : le Parc Beamont et le Casino sont désormais contournés par la gauche, ce qui crée une nouvelle section formée de deux courbes et d'une chicane rapide qui rejoint le circuit original. Il est alors nécessaire de déplacer la voie des stands dans la partie basse, le long de la courbe des tribunes, désormais le premier virage du circuit. Pour l'édition 1935, le Grand Prix accueille de nouvelles marques. Aux Bugatti s'ajoutent les Maserati et les Alfa Romeo. Ces dernières sont alors présentées comme favorites, notamment avec les deux Tipo B de René Dreyfus et Tazio Nuvolari engagées par la Scuderia Ferrari. La troisième Alfa Romeo est quant à elle pilotée par Mariette « Hellé-Nice » Delangle, seule femme du plateau, qui termine huitième de la course alors que les deux autres Alfa réalisent le doublé après un duel spectaculaire et permettent à Tazio Nuvolari et à la jeune écurie Ferrari de s'imposer pour la première fois dans les rues paloises.

### 1936-1939: courses sous tensions politiques
Fin 1935, des événements politiques perturbent les saisons de sports automobile. L'Italie fait l'objet de plusieurs sanctions économiques par la Société des Nations pour avoir envahi l'Abyssinie. En réponse, les autorités Italiennes boycottent, entre autres, les compétitions automobiles de la saison 1936 disputées en France et en Angleterre. Les Alfa Romeo de l'écurie Ferrari en partance pour Pau sont immobilisées à la frontière sur ordre de Benito Mussolini et la liste des engagés du Grand Prix de Pau 1936, première épreuve de la saison, ne comporte aucune écurie officielle. Il y alors cinq Alfa, trois Bugatti et deux Maserati dont celle du Français Philippe Étancelin qui s'impose après les 100 tours et trois heures de course. Par ailleurs, des évolutions du règlement technique sont envisagées pour l'année 1938 alors que les voitures allemandes de Auto Union et Mercedes-Benz commencent leur domination sur les circuits européens.
Pour se différencier des Allemands, alors dominateurs en Grand Prix, de nombreux organisateurs de courses automobiles de l'hexagone décident de consacrer leurs épreuves aux voitures de sport. Ainsi le Grand Prix de Pau 1937 est disputé selon ces règles, au même titre que les 24 Heures du Mans, le RAC Tourist Trophy et de nombreuses autres épreuves autrefois utilisées par les voitures de Grand Prix telles que le Grand Prix de France, Tunisie, Marne... Le plateau est essentiellement composé de voitures françaises telles que Talbot et Delahaye, c'est finalement une Bugatti pilotée par Jean-Pierre Wimille qui s'impose avant le retour des voitures de Grand Prix l'année suivante.

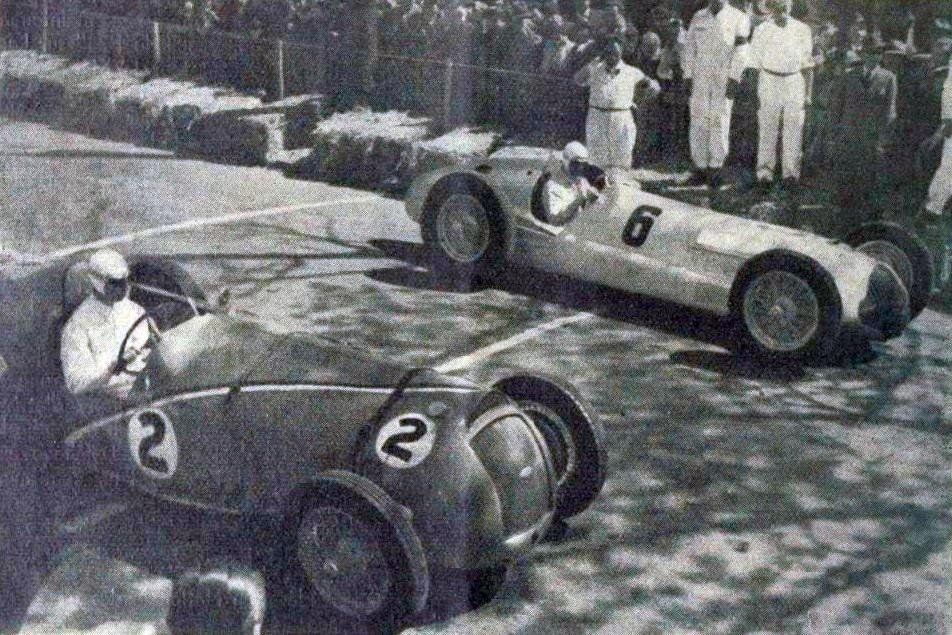
1938, au départ René Dreyfus sur Delahaye, derrière Caracciola sur Mercedes.

La nouvelle réglementation des voitures de Grands Prix pour l'année 1938 a pour but d'équilibrer les performances des voitures : des moteurs de 3 litres avec compresseur courent aux côtés des moteurs de 4,5 litres atmosphériques. Alors que les écuries italiennes connaissent des difficultés, les concurrents allemands s'inscrivent dans de nombreuses courses afin de démontrer leur supériorité technologique et remporter des victoires. Ces dernières contribuent alors à la propagande du régime nazi, et ce dans un contexte de vives tensions politiques internationales. Côté français, le Comité de fonds pour la course automobile refuse de soutenir l'écurie Bleue Delahaye, pourtant favorite, au profit des Bugatti et Talbot, qui reçoivent plusieurs millions de Francs. Les redoutables Mercedes-Benz de Rudolf Caracciola et Hermann Lang sont alors engagées au GP de Pau mais perdent la course après un duel avec le Français René Dreyfus sur sa Delahaye, ce qui provoque la colère d'Alfred Neubauer, directeur de course de l'écurie Daimler-Benz.
Après avoir seulement pu battre le record du tour en 1938, l'écurie Mercedes-Benz souhaite alors prendre sa revanche à Pau en 1939 et aligne quatre W154 avec Hermann Lang, Rudolf Caracciola, Manfred von Brauchitsch et l'Anglais Richard Seaman. La liste des engagés compte alors vingt pilotes, mais les Italiens sont absents, seules les Maserati et Alfa privées de Raymond Sommer et Emmanuel de Graffenried sont inscrites. Le reste du plateau est complété par les voitures françaises Delahaye, Talbot et Bugatti. Les Mercedes-Benz occupent le devant de la grille de départ, donné par le directeur de course Charles Faroux. Croyant à une consommation d'essence excessive, Manfred Von Brauchitsch perd finalement la course après s'être arrêté au stand inutilement. Après un duel spectaculaire avec ce dernier, Hermann Lang remporte symboliquement le Grand Prix de Pau 1939, une des dernières courses avant la Seconde Guerre mondiale, qui marque l'arrêt des compétitions automobiles durant plusieurs années.

### 1947-1949: courses d'après-guerre en catégorie reine

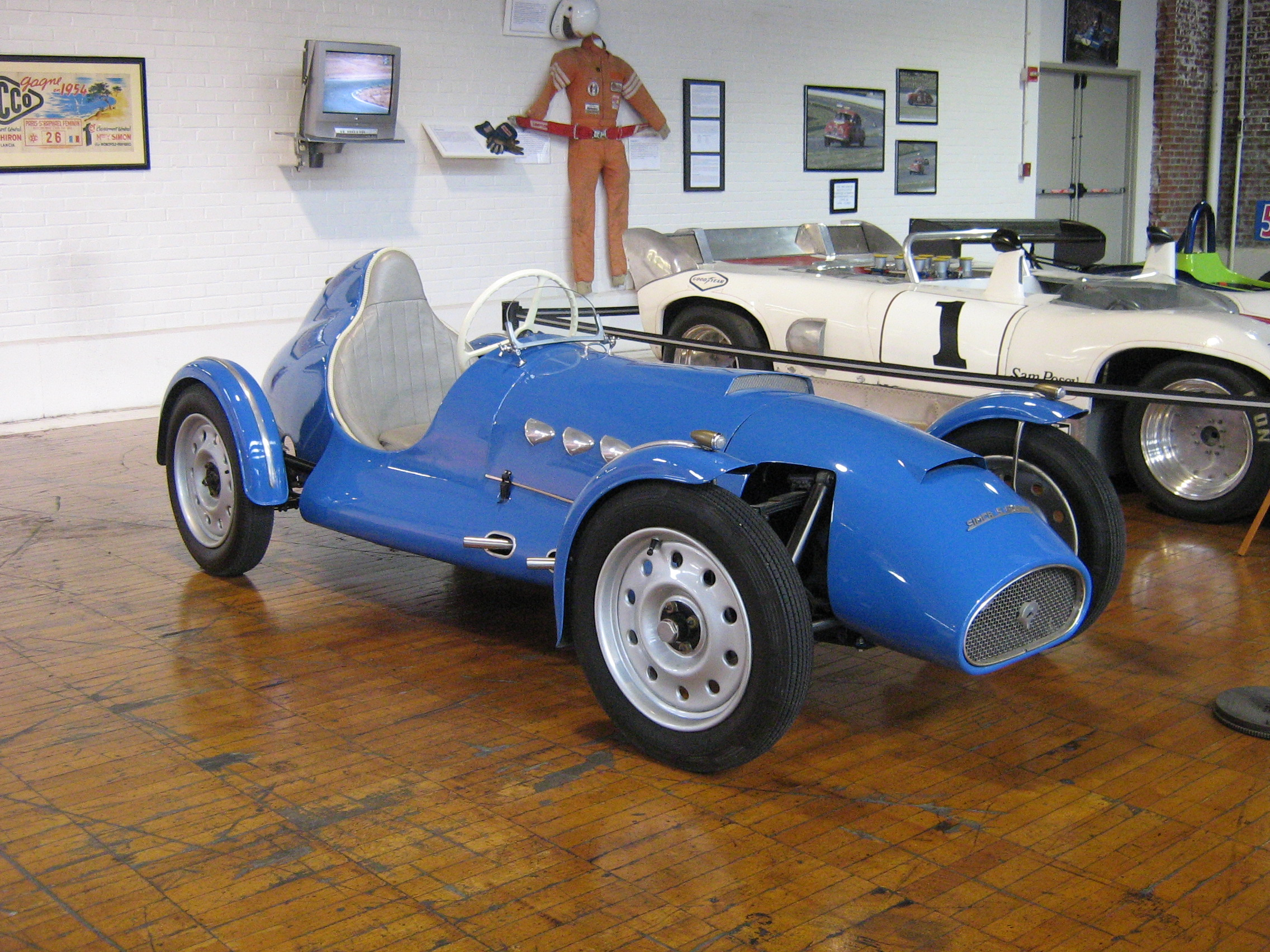
Simca-Gordini de 1948.

L'année 1946 marque le retour des compétitions automobiles dans l'Europe d'après-guerre, mais les principales épreuves ne retournent au calendrier que l'année suivante. Après une tournée sud-américaine, le petit monde des Grands Prix retourne à Pau pour le lundi de Pâques 1947 avec une liste des engagés comportant plusieurs nouveautés. Le plateau compte alors beaucoup de formations tricolores, notamment celle du pilote-mécanicien Amédée Gordini qui aligne sa propre voiture, construite à partir d'une Simca. Les pilotes reconnus que sont Jean-Pierre Wimille et Philippe Etancelin se font voler la vedette par le jeune italien Nello Pagani, qui impose sa Maserati au nez et à la barbe de Raymond Sommer, longtemps leader de la course et contraint à l'abandon sur problème technique. L'année 1947 signe également l'arrivée des courses de motos en centre-ville avec la victoire de l'Anglais Fergus Anderson en catégorie 500 cm3.

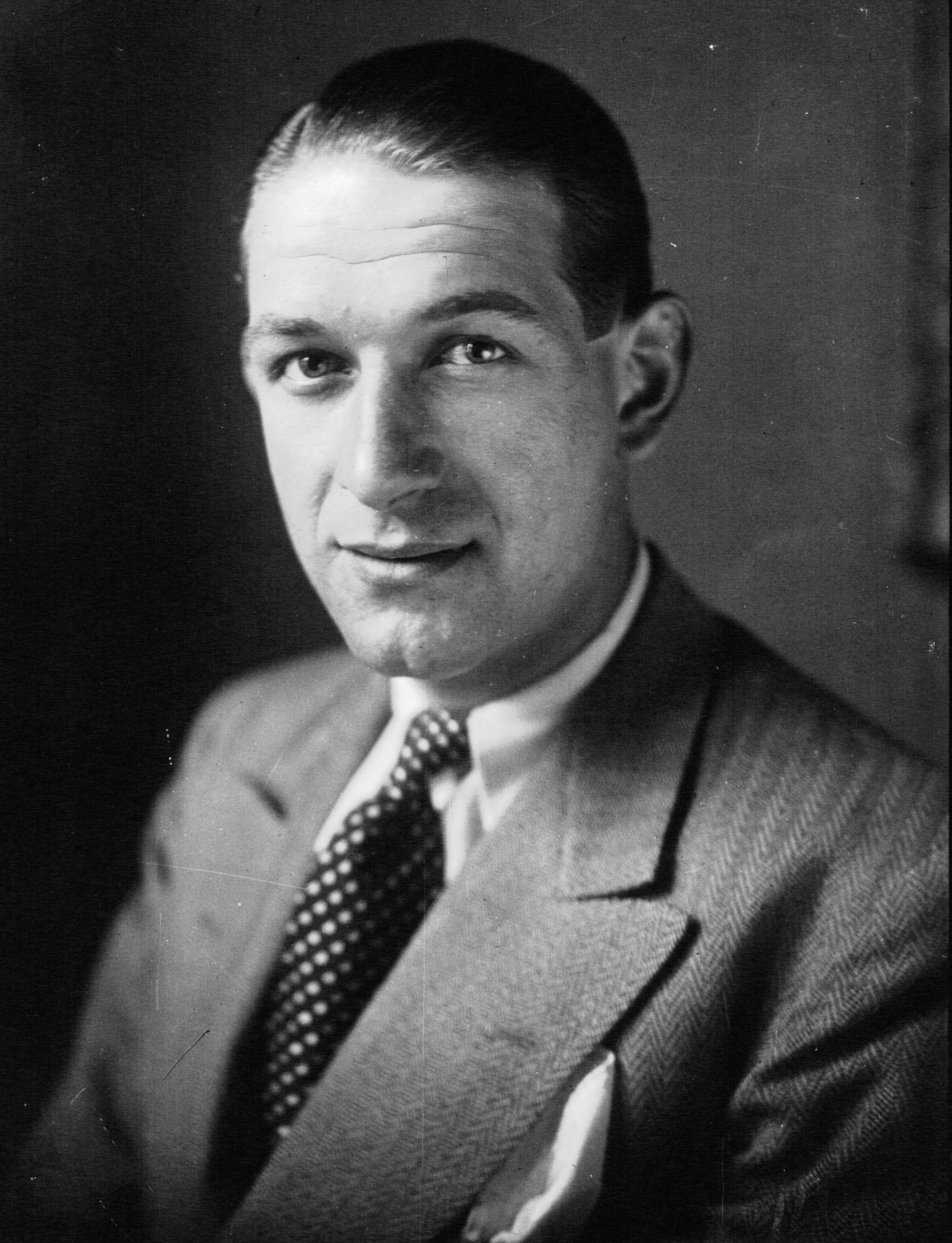
Raymond Sommer en 1932.

Un scénario similaire se produit lors de l'épreuve de 1948 organisée par l'Association Sportive de l'Automobile Club Basco-Béarnais, créée en 1945. Raymond Sommer est contraint à l'abandon et doit laisser la tête de course à Nello Pagani. Le Grand Prix de Pau comporte cette année-là un plateau presque identique à celui de l'édition précédente, avec ces nombreuses marques françaises telles que Talbot, qui aligne cinq voitures. La catégorie de voitures évolue et prend alors le nom de « Formule A ». Dans les courses annexes, Fergus Anderson remporte à nouveau le Circuit international motocycliste de Pau, disputé la veille, avec une Moto Guzzi.
La liste des engagés de l'année 1949 comporte quatorze voitures dont neuf françaises. En plus des Talbot-Lago et Simca-Gordini s'ajoutent cinq Maserati, engagées par trois écuries différentes : l'écurie d'Enrico Platé, la Scuderia Dimiex et la Squadra Argentina. Cette dernière compte alors dans ses rangs le prodige argentin Juan Manuel Fangio. Le natif de Balcarce fait très forte impression pour sa première apparition dans les rues paloises en signant la pole position, le record du tour et la victoire finale devant deux autres Maserati. La première Talbot, partagée par Louis Chiron et Guy Mairesse, est reléguée à deux tours tandis que Maurice Trintignant termine cinquième sur sa Simca-Gordini.

### 1950-1953: domination des voitures italiennes
Le Grand Prix de Pau 1950 est la première épreuve de Formule 1 de la saison, près d'un mois avant la manche d'ouverture du tout premier championnat du monde de l'histoire à Silverstone. Bien que particulièrement appréciée par les instances du sport automobile, la classique paloise n'intègre pas le championnat mondial, la FIA lui préfère des circuits plus longs et rapides. Coté engagés, Ferrari fait son grand retour à Pau, désormais avec ses propres voitures pilotées par Luigi Villoresi, Raymond Sommer et Alberto Ascari. L'écurie du cheval cabré rejoint un plateau emmené par Louis Rosier, Pierre Levegh, Maurice Trintignant, Louis Chiron, Philippe Etancelin et le désormais célèbre Juan Manuel Fangio. L'Argentin et sa Maserati dominent de nouveau le Grand Prix de Pau après un duel avec la Ferrari de Villoresi. Les maigres performances des voitures françaises sonnent le glas de la domination italienne en Grand Prix. Par ailleurs, aucun concurrent britannique n'est présent dans la capitale béarnaise, les favoris anglais étant engagés au Richmond Trophy de Goodwood, disputé le même jour et également remporté par une Maserati. Vainqueur du GP en 1947 et 1948, l'Italien Nello Pagani participe au Grand Prix moto qu'il remporte en catégorie 500 cm3 au guidon d'une Gilera.
Malgré son absence du championnat, de nombreux concurrents phares de la saison continuent à s'engager au Grand Prix de Pau. Le champion du monde en titre Giuseppe Farina est engagé lors de l'édition 1951 sur sa Maserati. En l'absence de Fangio, la Ferrari de Villoresi s'impose à Pau devant Rosier et Farina après trois heures de course alors qu'Alberto Ascari obtient le record du tour en plus de sa pole décrochée la veille. Bien qu'ayant terminé deuxième de cette édition grâce à Louis Rosier, les Talbot-Lago interrompent leur participation au Grand Prix après l'édition 1951. Dans la même région se dispute le premier Grand Prix de Bordeaux, dont les organisateurs s'étaient inspirés de Pau pour la création du circuit. Louis Rosier remporte la course.
Le Grand Prix de Pau est intégré a un championnat pour la toute première fois en 1952. À défaut de faire partie du Championnat du monde des conducteurs, disputé à partir de cette saison sur des voitures venues tout droit de la Formule 2, le Grand Prix de Pau se déroule avec cette dernière. La manche béarnaise est alors la première course des « Grands Prix de France de Formule 2 », championnat de huit courses disputé à travers l'hexagone. Paradoxalement, le Grand Prix de Pau F2 1952 comprend de nombreux étrangers sur la liste des engagés. Alors que les Ferrari dominent, Alberto Ascari prend sa revanche sur Villoresi en remportant le Grand Prix au terme de 99 tours de course, et ce devant quatre pilotes français.
Le Grand Prix de Pau redevient indépendant l'année suivante. La liste des engagés se voit augmentée de pilotes prestigieux tels que Giuseppe Farina, qui fait son retour à Pau, et le prodige anglais Mike Hawthorn. La marque française Jicey, autrefois spécialisée dans l'aéronautique, débute à Pau. Avec les Formules 2, l'écurie Ferrari parvient à franchir la barre des 100 kilomètres à l'heure sur un tour et Alberto Ascari empoche la pole position, le meilleur tour en course et la victoire finale en devançant Hawthorn d'un tour. La première voiture française, pilotée par Harry Schell, termine à quatre tours du vainqueur.

### 1954-1957: triplé de Jean Behra
Un nouveau changement de réglementation a lieu en 1954 et les monoplaces de Formule 1, de nouveau attractives, reviennent à Pau. À une liste d'entrée presque similaire à celle de l'an dernier s'ajoutent trois Maserati officielles, venues pour contrer leurs rivales Ferrari, dominatrices depuis trois ans. Deux Ferrari privées sont engagées ainsi que quatre Gordini pilotées par un trio français composé de Jean Behra, Elie Bayol et Eugène Martin associés au Belge André Pilette. Alors que deux des Ferrari d'usine doivent abandonner, la troisième, pilotée par Maurice Trintignant, est en tête à la mi-course. Son poursuivant Jean Behra, sur Gordini, rattrape son retard, pulvérise plusieurs fois le record du tour, remporte un duel remarquable avec son compatriote dans les derniers tours puis gagne le Grand Prix avec seulement quelques mètres d'avance sur la Ferrari. Il s'agit alors de la première victoire d'un constructeur français depuis 1938, réalisée devant une affluence record.
L'année 1955 s'annonce spéciale pour le Grand Prix de Pau. Les Ferrari officielles sont absentes et laissent place aux Lancia. L'écurie Gordini poursuit son engagement en Formule 1 et René Bonnet aligne ses DB-Panhard pour la première fois alors que ces deux équipes font l'objet de critiques virulentes de la part de la presse française. Les DB des nouveaux venus Claude Storez et Paul Armagnac peinent à rivaliser avec les favoris que sont Behra, Villoresi, Bayol, Manzon, Simon ou Ascari, double-champion du monde et détenteur de la pole position paloise sur sa nouvelle Lancia D50. Au 29e tour, le débutant Mario Alborghetti perd le contrôle de sa voiture au virage de la gare et fonce dans des palissades. Victime d'un choc frontal violent, l'Italien de 26 ans décède sur une civière quelques instants après son accident. Pendant ce temps, Le pilote de tête Ascari passe aux stands à la suite d'un problème technique et Jean Behra en profite pour le passer. Finalement parti avec deux tours de retard, le fils d'Antonio Ascari effectue une remontée spectaculaire en terminant cinquième, ce qui lui vaut des vives acclamations de la part du public qui est prévenu de la mort d'Alborghetti seulement après la fin de la course,.
Le drame du Grand Prix de Pau en avril 1955, la mort d'Ascari lors d'une séance d'essais à Monza en mai, et surtout l'accident spectaculaire des 24 Heures du Mans responsable de la mort de 83 spectateurs en juin déclenchent une vague de mesures importantes contre le sport automobile. La Suisse, la France, l'Allemagne et l'Espagne et de nombreux autres pays interdisent ou limitent drastiquement les courses automobiles de la saison 1956, dont le Grand Prix de Pau. Des courses récentes comme le Grand Prix de Bordeaux sont interdites et les circuits plus anciens sont réaménagés. À Pau, la Ville et l'ASAC Basco-Béarnais lancent d'importants travaux sur le circuit : la piste est élargie, la ligne d'arrivée est ramenée sur la ligne droite avant les stands, une tribune en béton est également construite en face de ceux-ci.
La reprise de 1957 est difficile. Malgré une grille de départ remplie, seules les Gordini d'usine, ainsi qu'une Maserati officielle sont présentes parmi les constructeurs. Toutes les autres monoplaces (Maserati, Connaught...) sont engagées par des pilotes privés, des écuries indépendantes ou semi-officielles. Jean Behra, au volant de la seule Maserati d'usine, s'impose sans réelle concurrence et remporte sa troisième victoire consécutive au Grand Prix de Pau, performance unique qu'aucun pilote n'avait réalisé jusqu'alors. Le public palois peut néanmoins apercevoir de nouvelles têtes telles que Masten Gregory, originaire des États-Unis, Hermano da Silva Ramos, venu du Brésil et Paco Godia, un des rares pilotes espagnols engagés en Formule 1 à cette époque.

### 1958-1960: rebondissements en Formule 2
L'Association Sportive de l'Automobile-Club Basco-Béarnais décide en 1958 de faire disputer son épreuve en catégorie Formule 2. La Formule 2 affiche des performances bien moindres que sa grande sœur F1, la distance de course est donc réduite de 304 à 138 kilomètres. En lever de rideau ont lieu les « 3 Heures internationales de Pau », séries de trois courses d'endurance réservées aux voitures de Grand Tourisme avec leur départs type « Le Mans » caractéristique. Alors que la première manche (divisée entre les 501-750 cm3 et les 751-1 000 cm3) voit la victoire du français Gérard Laureau, la seconde (divisée entre les 1 001-1 300 cm3 et les 1 300-2 000 cm3) est remportée par l'équipage Jean-Claude Vidilles / Hermano da Silva Ramos sur une Lotus Eleven sous une pluie diluvienne. Le Belge Olivier Gendebien remporte la course du lundi matin, réservée aux voitures de plus de 2 000 cm3 et étant exclusivement disputée avec des Ferrari. En Formule 2, Maurice Trintignant s'impose sur sa Cooper sans réelle concurrence, excepté celle de Da Silva, vainqueur en GT la veille. Le Grand Prix moto de France se tient quelques semaines plus tard sur le même circuit, les courses des deux catégories étant remportées par Jacques Collot.
Les 3 Heures de Pau n'ont pas eu le succès escompté et ne sont pas renouvelées en 1959. Souffrant de la concurrence avec le meeting de Pâques de Goodwood (et le prestigieux « Glover Trophy » de F2), les organisateurs changent la date et repoussent le Grand Prix à la Pentecôte. Dans l'impossibilité d'aligner ses monoplaces à la suite d'un accident survenu à Monaco une semaine plus tôt, Enzo Ferrari autorise Jean Behra, l'un de ses pilotes d'usine, à s'inscrire au Grand Prix de Pau avec sa propre monoplace : une Porsche spécialement modifiée pour l'occasion. Malgré l'opposition de pilotes talentueux tels que Masten Gregory, Jack Brabham ou encore Bruce McLaren, Maurice Trintignant s'impose une nouvelle fois à Pau sur sa nouvelle Cooper-Climax de l'écurie de Rob Walker et ses roues à rayons. La Formule Junior est présente en lever de rideau du Grand Prix, tout comme la traditionnelle course de motos disputée la veille.
Le rendez-vous palois retrouve sa date originale de Pâques à l'occasion de sa trentième édition et intègre le Trophée Européen de F2 (ancêtre du Championnat d'Europe). Pilotes réguliers en Formule 1, Maurice Trintignant et Jack Brabham repassent de nouveau en catégorie F2 pour disputer le Grand Prix de Pau. Le plateau est principalement constitué de Cooper-Climax, le reste de la grille est complété par une Lotus et des Porsche officielles. Tout au long de la course, Maurice Trintignant et Jack Brabham se livrent à une bataille acharnée à l'avantage de l'Australien après que Trintignant a été bloqué par la Porsche de Olivier Gendebien au début de la dernière ligne droite.

### 1961-1963: rivalité Trintignant/Clark en Formule 1
La Formule 1 fait son retour à Pau en 1961 et le Grand Prix se déroule de nouveau sur cent tours. Le tenant du titre mondial et de la victoire paloise de l'an passé Jack Brabham est présent, tout comme son rival Maurice Trintignant et d'autres pilotes de renom : Lucien Bianchi, Olivier Gendebien, Masten Gregory, Jo Schlesser, Lorenzo Bandini, Wolfgang von Trips ou encore Jo Bonnier. Le palois François Santé fait ses débuts en F1 dans sa ville natale et, souffrant d'un problème moteur lors des essais, reçoit l'aide de Jack Brabham en personne pour aider à réparer son bloc Coventry Climax. Pendant la course, le jeune écossais Jim Clark remporte sa toute première victoire en Grand Prix à la surprise générale en battant les favoris Brabham et Trintignant, contraints à l'abandon sur problème technique. Il s'agit alors de la toute première victoire de l'écurie Lotus à Pau.
Les Lotus et Cooper sont rejoints à Pau par les Ferrari, Porsche et BRM. Le jeune Jim Clark, déjà auréolé de sa victoire de l'année précédente, est parti pour gagner l'édition 1962, mais il est trahi par sa commande de boite de vitesses. Contrairement à l'année passée, ce n'est pas une Lotus officielle engagée par Colin Chapman qui remporte la course, mais bien une monoplace du Rob Walker Racing Team, écurie privée britannique, avec à son volant Maurice Trintignant. Pour ses grands débuts à Pau, le Suisse Joseph Siffert termine septième sur les onze voitures présentes à l'arrivée au terme de 2 heures et 29 minutes de course. Jack Brabham, est quant à lui, contraint à l'abandon pour sa dernière participation au GP de Pau en Formule 1.
Battues en 1962, les Ferrari sont absentes lors de l'édition suivante. Cependant, le Team Lotus est bien présent à Pau malgré la concurrence avec la course de Goodwood, qui attire de nombreux pilotes britanniques. Placées à l'avant de la grille de départ, les Lotus 25 gardent la tête dès le départ et n'ont aucune difficulté à creuser l'écart sur leurs poursuivant, avec notamment un meilleur tour en course à la clé pour Jim Clark. En roulant ensemble pendant presque toute la course puis presque côte à côte dans le dernier tour, les hommes de Colin Chapman effectuent un travail d'équipe considéré comme remarquable par beaucoup d'observateurs de l'époque et qui permet à Jim Clark de remporter un deuxième succès à Pau. Par ailleurs, la course de moto du dimanche est remportée par le jeune français Jean-Pierre Beltoise au guidon d'une Aermacchi 250 cm3.

### 1964-1966: rivalité Brabham/Clark en Formule 2
1964 est une année charnière pour le Grand Prix qui devient une manche du Trophée de France de Formule 2. La F1 étant remplacée par la F2 à Pau, l'essentiel des engagés se tournent alors vers la manche concurrente de Goodwood, toujours disputée à Pâques avec des F1. Pour conserver un plateau compétitif, l'ASAC Basco-Béarnais est contraint de changer la date de son épreuve qui se déroule désormais une semaine après Pâques et la course britannique, ce qui permet à de nombreux pilotes de participer aux deux épreuves. Jim Clark, vainqueur à Pau l'an passé, en profite pour remporter ces deux courses, toujours avec l'écurie Lotus. En ouverture, la Formule 3 nouvellement créée, est disputée à Pau et voit la victoire du français Jean-Pierre Jaussaud. En moto, Jean-Pierre Beltoise signe deux victoires dans deux catégories différentes. Parallèlement, l'ASACBB crée en son sein l'Ecurie Adour-Océan, qui organise une course de voitures de tourisme réservée aux pilotes amateurs en lever de rideau du Grand Prix pendant plusieurs années : la Coupe Adour-Océan.
L'année suivante, Jim Clark, de nouveau engagé, rencontre plus d'obstacles dans sa quête de victoire à Pau. En plus des vedettes de la F1 Jack Brabham et Graham Hill, des débutants Jackie Stewart, Denny Hulme, Jochen Rindt et Chris Amon, s'ajoutent des pilotes français prometteurs tels que Henri Grandsire, Jean Vinatier, Jo Schlesser et Guy Ligier. Les Alpine-Renault sont présentes sur la grille de départ paloise. Alors que Stewart domine les essais devant Hill, Jim Clark finit par remporter la course après une bataille éprouvante sur une piste détrempée avec ses adversaires anglo-saxons. Vainqueur de quatre Grand Prix de Pau, Clark ajoute à son palmarès son deuxième titre mondial en F1 et la victoire aux 500 Miles d'Indianapolis lors de cette saison 1965. Le constructeur français Matra fait ses débuts en F3.
L'Australien Jack Brabham, déjà vainqueur en 1960, construit désormais ses propres voitures au sein de sa propre écurie. Le constructeur japonais Honda motorise exclusivement les Brabham BT18 de l'écurie Motor Racing Developments déjà annoncées comme favorites. Les premiers essais se déroulent sans Jack Brabham, néanmoins, son coéquipier Denny Hulme démontre déjà la supériorité du moteur japonais. Lors des séances de qualifications, l'écurie confirme sa domination en décrochant les deux premières places de la grille de départ, avec une pole position à l'avantage de Brabham. Par la suite l'Australien converti facilement sa pole position en victoire et remporte un second succès à Pau. La course du Championnat de France de Formule 3 est remportée par Piers Courage au volant d'une Lotus. La Coupe de France Renault Gordini, nouvellement crée, est disputée pour la première fois à Pau avec la victoire de Robert Mieusset sur sa Renault 8.

### 1967-1969: les Matra dans la course et les années Rindt
La réglementation de la Formule 2 change en 1967, les moteurs sont désormais de 1 600 cm3 avec un poids maximum de 420 kilogrammes. Le Grand Prix de Pau est la première épreuve du Championnat de France et présage un duel franco-britannique entre les Lotus, Brabham, Matra officielles et quelques autres écuries privées. Le Team Lotus aligne Jim Clark et Graham Hill et le patron-pilote Jack Brabham s'engage en compagnie de Denny Hulme. Côté français, les Matra officielles engagent Jean-Pierre Beltoise, Johnny Servoz-Gavin et Jo Schlesser. Finalement, les monoplaces d'usines se font voler la vedette par la Brabham privée de l'Autrichien Jochen Rindt qui franchit la ligne d'arrivée en tête au terme des 70 tours de course en offrant la victoire à l'écurie de Roy Winkelmann. La course de Formule 3 est une nouvelle fois remportée par Jean-Pierre Jaussaud tandis que les motos font leur retour à Pau.
Inscrit sur la liste des engagés de l'édition 1968, l'écossais Jim Clark n'a pas la possibilité de participer à la classique paloise. Le quadruple vainqueur de la course paloise se tue à Hockenheim sur sa Lotus 48 F2 quelques semaines avant le Grand Prix. Avant Pau, les Français de l'écurie Matra se montrent de plus en plus menaçant pour leurs adversaires, si bien que le Grand Prix de Pau devient le point culminant de l'affrontement de ce début de saison. L'équipe de l'émission télévisée de l'ORTF Sports Dimanche se déplace à Pau pour suivre la lutte entre les Brabham, Lotus et Matra. Cette dernière aligne pour la première fois un de ses pilotes-vedettes venus de la F3 : le Français Henri Pescarolo. Les temps sont alors serrés lors des premiers essais : cinq pilotes sont dans la même seconde. Lorsque le directeur de course Raymond Roche donne le départ, la Matra de Jackie Stewart conserve sa pole position. Un duel spectaculaire a alors lieu entre lui et Jochen Rindt, qui doit finalement abandonner après une collision.
La victoire de Matra en 1968 pousse l'écurie Lotus à recruter Jochen Rindt pour la saison suivante. L'édition du 20 avril 1969 marque également la première apparition à Pau de François Cevert et Patrick Depailler, deux pilotes tricolores prometteurs. Finalement, Jochen Rindt remporte une nouvelle victoire devant la Matra de Jean-Pierre Beltoise et la Brabham de Piers Courage. Cevert termine à une cinquième place remarquée sur sa Tecno-Cosworth. Un nouvel accident mortel a lieu sur le circuit, avec le décès d'Yves Dupont lors du Grand Prix moto, qui entraine la fin des courses sur deux-roues dans les rues paloises. Charly Dubois est donc le dernier vainqueur du circuit de vitesse de Pau en catégorie 125 cm3 alors que la course des 250 cm3 est interrompue à la suite d'un orage. Le duo allemand Arsenius Butscher / Josef Huber remporte la course des side-cars. Par ailleurs, la course de la catégorie Formule France, créée l'année précédente, voit la victoire de Jean-Luc Salomon tandis que le suédois Reine Wisell gagne la course de Formule 3.

### 1970-1972: début de l'âge d'or du Grand Prix de Pau
Jochen Rindt, déjà double-vainqueur à Pau, part favori pour cette nouvelle édition. Néanmoins, ce statut est mis en danger par la venue du triple-champion du monde de Formule 1 Jack Brabham, également double-vainqueur à Pau et appelé à remplacer Jackie Stewart sur une des Brabham alignées par John Coombs. Redoutant l'efficacité des Brabham, Rindt voit ses inquiétudes se confirmer après que Brabham ait pris la tête de course. Cependant, l'Australien doit abandonner un peu plus tard dans la course à la suite d'un ennui technique, ce qui laisse le champ libre à Rindt. Côté courses supports, la Coupe de Vitesse de Pau, disputée en catégorie Formule 3 fait le plein avec 40 pilotes engagés, bien que seules dix-huit monoplaces soient autorisées à participer à la course.
En 1971, le Grand Prix de Pau, manche d'ouverture du Trophée de France de F2, est disputé avec seize pilotes. Parmi eux, la moitié du plateau est composé de pilotes français. Jean-Pierre Beltoise s'engage en dernière minute sur une March, habituellement utilisée par Niki Lauda pendant le reste de la saison. Après un départ en fanfare, François Cevert tient la tête de la course durant sept tours avant que son moteur ne casse. Son poursuivant Beltoise prend alors la tête de la course et mène le Grand Prix pendant 59 tours. À deux tours de l'arrivée, le Français est contraint à l'abandon, contact allumeur cassé, laissant libre la voie au suédois Reine Wisell. Celui-ci en profite et effectue les dernières boucles en leader avant de s'imposer. En lever de rideau du Grand Prix a lieu une course de Formule Renault, remplaçante de la Formule France, remportée par Alain Cudini.
Désormais manche du Championnat d'Europe de Formule 2, le Grand Prix de Pau 1972 est particulièrement relevé avec notamment Jean-Pierre Jaussaud, François Cevert, Graham Hill, Emerson Fittipaldi, Niki Lauda, Jody Scheckter, Peter Gethin, Henri Pescarolo. Parmi les pilotes du plateau, beaucoup d'entre eux ont déjà un pied en Formule 1. Les engagés étant très nombreux, les organisateurs doivent mettre en place deux courses de qualifications pour le plateau F2, alors divisé en deux groupes. François Cevert est contraint à l'abandon dans sa demi-finale devant une foule pourtant acquise à la cause du pilote français. Parti en pole position de la finale, l'Anglais Peter Gethin distance son poursuivant Patrick Depailler à l'aide de ses pneus arrière, empruntés aux Formules 1. Finalement, le Britannique est victime de problèmes d'alimentation en fin de course et la lutte est serrée entre lui et Depailler. Peter Gethin finit par l'emporter avec neuf dixièmes de seconde d'avance sur Patrick Depailler. Malgré la réputation du Grand Prix qui vit ses plus belles heures, la course paloise est menacée du fait de problèmes d'homologation.

### 1973-1975: nouvelles victoires françaises
La course reprend ses droits en 1973 à la suite de l'intervention du maire de Pau André Labarrère auprès du conseil municipal. Ce dernier finit par voter le budget de réhabilitation du circuit aux nouvelles normes de sécurités exigées par la Commission Sportive Internationale. Le circuit est alors transformé de fond en comble : les bottes de pailles sont remplacées par des glissières de sécurité en métal, annulant la possibilité d'un éventuel retour des motos. De plus, le pétrolier Elf apporte désormais un soutien financier au Grand Prix ainsi qu'à l'Alpine du pilote François Cevert, rebaptisée Elf2 à l'occasion. Alors que de nombreuses courses françaises de F2 disparaissent, le Grand Prix de Pau reste l'une des épreuves les plus prestigieuses du calendrier. De nombreuses vedettes de la F1 sont toujours inscrites sur la liste des engagés qui compte plus d'une trentaine de pilotes. Après plusieurs tentatives durant les années précédentes, François Cevert parvient enfin à s'imposer à Pau. Par ailleurs, le palois Maxime Bochet s'impose en Formule Renault tandis que son frère Philippe termine quatrième.
Compte tenu du nombre d'engagés, le système d'élimination par demi-finales est supprimé au profit d'un retour aux séances de qualifications classiques en 1974. Ces dernières sont par ailleurs perturbées par la pluie et la grille de départ est finalement composée avec les chronos des premiers essais du vendredi. Patrick Depailler partage alors la première ligne avec Hans Stuck, ce dernier part à la faute dès le second tour. Depailler prend le large sur ses concurrents si bien que ses pneus Goodyear, particulièrement efficaces sous la pluie, lui permettent de prendre à tour à son poursuivant Jacques Laffite et au reste du peloton. Le Français remporte alors sa toute première victoire en F2 devant un plateau presque exclusivement motorisé par BMW. Un peu plus tard dans l'année, François Cevert décède lors d'un accident pendant les qualifications du Grand Prix des États-Unis sur le Circuit de Watkins Glen.
Le président de l'ACBB Henri Virmoux fixe désormais la date du Grand Prix au lundi de Pentecôte. L'édition 1975 est organisée à la mémoire de François Cevert, qui est par ailleurs remplacé par Depailler dans l'écurie Tyrrell de Formule 1. Le pilote de Clermont-Ferrand effectue une pige lors de ce Grand Prix de Pau F2 ou il rejoint ses compatriotes Gérard Larrousse, Jean-Pierre Jabouille et son rival Jacques Laffite, vainqueur de trois courses et en tête du Championnat d'Europe F2. Le Parisien, dont une partie de la famille est originaire de Pau, se fait des sueurs froides lorsqu'un problème d'allumage l'empêche de démarrer sur la grille de départ. Après 15 minutes d'attente, le départ est donné et un duel spectaculaire a lieu entre Laffite et Jabouille, chacun profitant des problèmes techniques de l'autre pour le passer. L'Autrichien Harald Ertl part en tête-à-queue à pleine vitesse dans le premier virage : Patrick Tambay et Gabriele Serblin ne peuvent l'éviter et projettent des débris sur les pneus de la monoplace du palois Maxime Bochet qui est contraint à l'abandon sur crevaison.

### 1976-1978: doublé de René Arnoux
Engagé chez Ligier pour sa première saison complète en Formule 1, Jacques Laffite revient à Pau pour y disputer le Grand Prix malgré son statut de pilote « gradé » qui l’empêche de marquer des points au championnat d'Europe. Au sein du plateau règne une plus grande diversité au niveau des moteurs, le monopole de BMW s'estompe peu à peu et le constructeur Renault en profite pour y tester ses V6 Turbo avant de les utiliser en F1. Une Martini de l'écurie Elf motorisée par la marque au losange s'impose avec le jeune René Arnoux à son volant. 1976 est également la première course européenne du Québécois Gilles Villeneuve, habitué des championnats de Formule Atlantique nord-américains. Sa monoplace au couleur du Grand Prix de Trois-Rivières atteint la sixième place à la mi-course, malgré les faiblesses de son moteur Hart, 20 chevaux plus lent que les BMW, avant d'abandonner pour cause de surchauffe.
En 1977, le plateau palois s'étoffe et d'autres courses sont organisées en lever de rideau du Grand Prix F2. La manche du championnat de France de Supertourisme permet à de nombreux pilotes palois de s'inscrire, ce qui amène à dix-huit le nombre de pilotes locaux, toutes catégories confondues. Laffite et Tambay reviennent de nouveau pour affronter les jeunes talents de la monoplace que sont René Arnoux, Didier Pironi, Keke Rosberg et Riccardo Patrese. Tambay, parti en pole position, cale au moment du départ et déclenche un accident. Par la suite, Jacques Laffite envoie l'Italien Bruno Giacomelli dans le décor après un dépassement raté et la pluie fait son apparition. Les patrons d'équipes tels que Hugues de Chaunac réclament l'arrêt de la course en raison de nombreux tête-à-queue sous une pluie qui s'intensifie petit à petit. Après un nouvel incident impliquant plusieurs voitures, la course est arrêtée et René Arnoux monte sur la première marche du podium au moment où retentit un violent orage.
1978 sonne la fin de la domination française malgré la venue d'Alain Prost, pilote prometteur, habitué du Championnat de France de Formule 3. L'Anglais Brian Henton empoche la pole position après un duel avec Patrick Tambay qui finit par dépasser le Britannique au départ de la course. Tambay crée un écart de 25 secondes entre lui et ses poursuivants. Alors qu'un duel féroce a lieu entre Laffite, Daly et Giacomelli pour le compte de la deuxième place, le pilote originaire de Cannes rencontre des problèmes sur son moteur. Bien qu'ayant tenu pendant toute la course, son moteur explose juste avant le dernier tour et l'Italien Giacomelli remporte le Grand Prix alors que Prost et Laffite sont également contraint à l'abandon.

### 1979-1981: des courses supports animées
Le Grand Prix de Pau de Formule 2 perd ses têtes d'affiche, les pilotes habitués de la Formule 1 ne sont plus présents et des coureurs étrangers inconnu du public se montrent au Grand Prix, notamment l'Américain Eddie Cheever, qui remporte cette édition. En ouverture de la F2, les courses de voitures de production restent très spectaculaire aux yeux du public. Elles regroupent des pilotes français célèbres tels que Jean-Pierre Beltoise, Xavier Lapeyre, Dany Snobeck ou René Metge. Les différentes voitures du Championnat de France tels que les Ford Capri, Audi 80 ou Triumph Dolomite permettent alors aux pilotes amateurs d'affronter les professionnels. La rapidité et le style de pilotage de Jean-Pierre Jaussaud marque les esprits de nombreux spectateurs et du pilote français qui considère la course paloise de 1979 comme l'une des plus belles de sa carrière.
Le Grand Prix de Pau fête son quarantenaire lors du weekend-end de Pentecôte 1980. Le plateau est composé de vingt-quatre pilotes répartis dans différentes équipes, parmi lesquelles Toleman, qui aligne désormais ses propres châssis conçus par l'ingénieur sud-africain Rory Byrne, March Engineering, qui engage le néo-zélandais de 19 ans Mike Thackwell ou encore Project Four Racing, écurie dirigée par Ron Dennis et proche de Marlboro et McLaren Racing. Le Grand Prix de Pau est alors la surprise de cette saison lorsque le marseillais Richard Dallest s'impose et fait renouer les pilotes français avec la victoire. Par ailleurs, les courses de Production sont remportées par Guy Fréquelin et Jean-Pierre Malcher.
En 1981, de nombreux jeunes pilotes prometteurs rejoignent la grille du Grand Prix : Michele Alboreto, Christian Danner, Corrado Fabi, Roberto Guerrero, Riccardo Paletti, Stefan Johansson, Johnny Cecotto, Thierry Boutsen et Geoff Lees. Parti en pole, l'Italien Alboreto abandonne dès le troisième tour à la suite d'une collision. Presque la moitié du plateau doit abandonner : seuls dix pilotes franchissent la ligne d'arrivée avec à leur tête Geoff Lees qui possède une maigre avance sur le Belge Boutsen. En ouverture, la catégorie Production voit la victoire de Jean-Claude Lagniez sur une Chevrolet Camaro, la course de la Coupe de France Renault 5, héritière de la Coupe Gordini est remportée par Francis Canal sur sa Renault 5 Alpine.

### 1982-1984: le déclin de la Formule 2

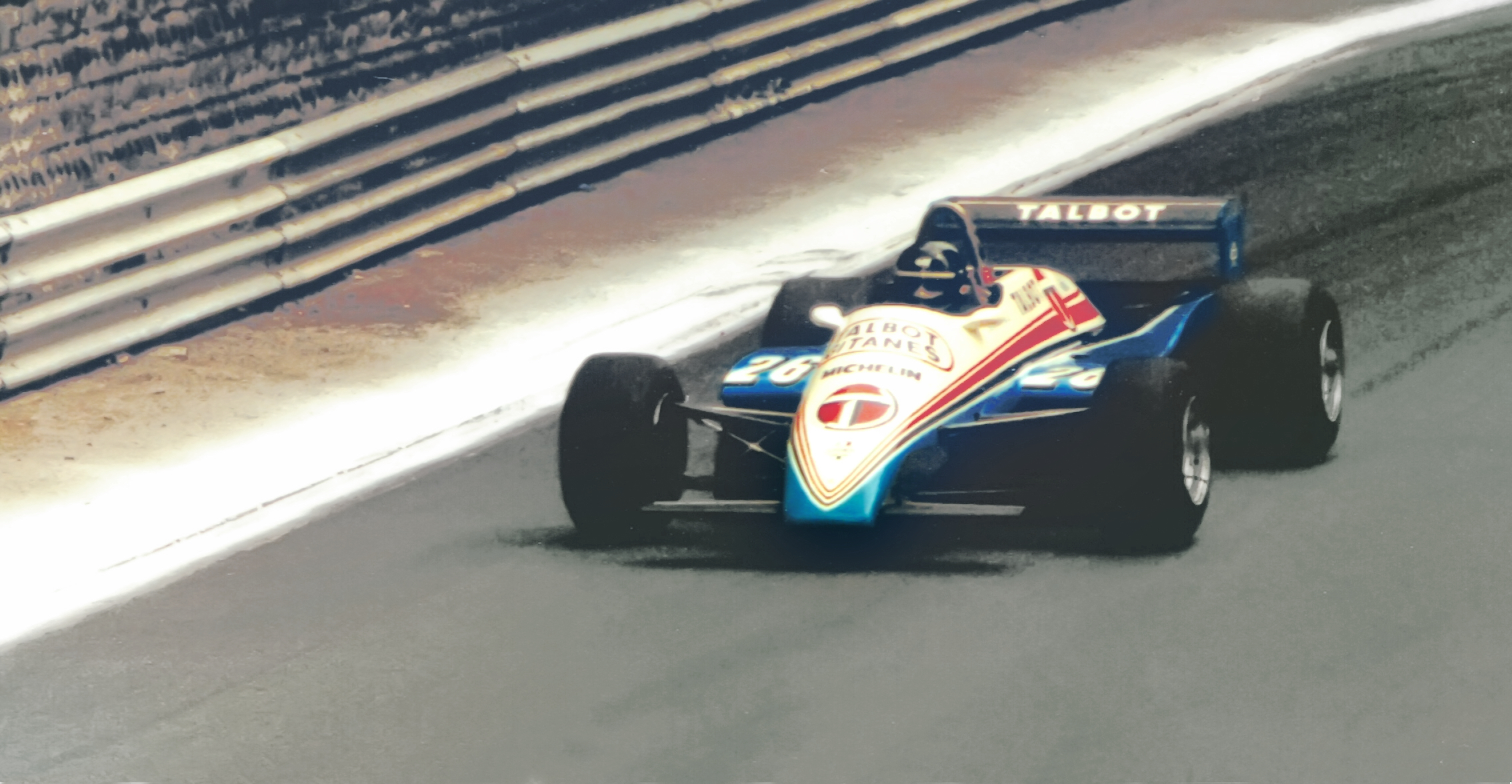
Jacques Laffite en démonstration sur sa Ligier F1 à Pau en 1982.

En 1982, l'équipe Spirit fait ses débuts en Formule 2. La structure anglaise, créée par l'entrepreneur John Wickham poursuit ses débuts tonitruant et débarque à Pau avec ses pilotes Stefan Johansson et Thierry Boutsen. Le belge tient à prendre sa revanche après une victoire manquée l'an passé. Pourtant détenteur de la pole position, ce dernier est dans l'incapacité de prendre l'avantage sur le vénézuélien Johnny Cecotto et Boutsen termine deuxième à 15 secondes du vainqueur. À cette époque, les abandons sont très fréquents et le Grand Prix de Pau, du fait de son circuit urbain très sélectif, ne voit passer que neuf pilotes sur la ligne d'arrivée.
Sur 26 monoplaces, seules deux ne sont pas motorisées par BMW lors de la saison 1983. Les Ralt officielles de Mike Thackwell et Jonathan Palmer sont alors équipées de blocs Honda d'usine. L'Allemand Stefan Bellof obtient la pole position. Néanmoins, la course est ponctuée d'averses et d'épisodes pluvieux. Seul son coéquipier Alain Ferté parvient à tirer son épingle du jeu après les différents arrêts aux stands. Bien qu'ayant passé la ligne d'arrivée en premier, la monoplace du français est déclarée non-conforme à la pesée. Ayant perdu le museau de sa Maurer, engagée par l'écurie du même nom, celle-ci pesait 11 kilos de moins que le poids règlementaire. Jo Gartner obtient la victoire sur tapis vert devant une autre Maurer, pilotée par Kenny Acheson.
Durant l'hiver 1983-1984, une polémique éclate et le Grand Prix est de nouveau en danger. Jean Peyrou, président de l'association des cafetiers palois, accepte de donner une caution financière à la course. Le Championnat européen de Formule 2 est lui-même menacé, du fait de la diminution de la retombée médiatique et de l'explosion des coûts. Cependant, le Grand Prix 1984 se déroule sans encombre avec la victoire de Mike Thackwell devant le Français Philippe Streiff de l'écurie AGS, partenaire de l'ASA Armagnac Bigorre, basée sur le circuit voisin de Nogaro. Le Grand Prix de Pau étant l'une des épreuves phares du championnat, la mairie de Pau et l'ASAC Basco-Béarnais sont consultés par le porte-parole des écuries de F2 Hugues de Chaunac, pour aider à la mise en place d'une nouvelle formule de course, conjointement avec la Fédération internationale du sport automobile (FISA).

### 1985-1988: arrivée remarquée de la Formule 3000
Vice-champion du monde de Formule 1 en 1984, Alain Prost prend, à partir de 1985 les commande de la promotion du Grand Prix via sa société Pole Promotion S.A. Le pilote français devient l'un des co-organisateurs de la course, conjointement avec l'ASAC Basco-Béarnais dirigé par son nouveau président Jean-Paul Pasquet ainsi que la mairie de Pau. L'alliance avec la société du pilote McLaren F1 est due aux négociations entamés avec le porte-paroles des écuries de F2 Hugues de Chaunac, qui cherche un moyen de faire connaître la toute nouvelle Formule 3000 auprès du public. Bien que de nombreux ténors de la Formule 2 (tels que Emanuele Pirro, Lamberto Leoni, Olivier Grouillard, Christian Danner, Mike Thackwell, Philippe Streiff et les frères Ferté) soient présent, le nombre de monoplaces est très faible : peu de voitures prennent le départ et cinq sont à l'arrivée. Danner remporte le Grand Prix de Pau après une remontée fantastique sur la tête de course. Le Championnat de France de Formule Ford est présent en ouverture, tout comme le Trophée Peugeot 505.
Depuis la saison 1985, la Formule 3000 et le Grand Prix de Pau font l'objet de courses spectaculaires et animées, qui attirent de nouveau le public et les médias, notamment la télévision avec des retransmissions en direct. Pas moins de 37 monoplaces sont engagées pour l'édition 1986 mais seulement 20 voitures sont autorisées à prendre le départ en raison de la faible longueur et largeur du tracé. Comme l'année précédente, c'est Emanuele Pirro qui part de la pole position et Thackwell de la seconde place. Un accident se produit dès le départ à l'arrière du peloton. Ivan Capelli et Alain Ferté sont contraints à l'abandon tandis que Michel, frère d'Alain, termine troisième après avoir pris l'avantage sur Richard Dallest et profité de l'abandon de Pierre-Henri Raphanel. Mike Thackwell remporte le Grand Prix pour la seconde fois, après sa victoire de 1984 en F2.
L'année suivante, le Grand Prix est perturbé par des événements extra-sportifs. Une tornade s'abat sur la cité béarnaise ainsi que dans le paddock le dimanche précédant la course, ce qui entraîne la chute d'un platane au beau milieu des camions de l'écurie GDBA de Formule 3000. La course est maintenue et Pierre-Henri Raphanel décroche la pole position. Au départ du Grand Prix le Français Michel Trollé, parti en fond de grille est victime d'un accrochage et heurte le muret des stands. Le pilote GDBA, légèrement blessé, abandonne et retourne dans son motorhome endommagé à la suite de la tempête de la veille. Le poleman Raphanel cède ensuite sous la pression de Roberto Moreno et part à la faute au virage du Parc Beaumont. Revenu au stands, Raphanel n'est pas le seul à abandonner, tour-à-tour Delestre, Gugelmin, Pérez-Sala, Tarquini quittent également la course. Moreno, en tête, jette l'éponge lui aussi après une panne d'essence, laissant son dauphin Yannick Dalmas décrocher la première victoire française dans les rues paloises depuis sept ans devant les caméras de La Cinq. Pour sa première saison, la Porsche 944 Turbo Cup française s'invite sur le circuit de Pau-Ville en ouverture de la F3000.
L'édition 1988 est l'une des plus suivies, avec un plateau de F3000 rempli : Jean Alesi, Pierre-Henri Raphanel, Mark Blundell, Roberto Moreno, Giovanna Amati, Jean-Denis Delétraz, Bertrand Gachot, Eric Bernard, Pierluigi Martini sont engagés au sein de multiples écuries prestigieuses telles que Oreca, Footwork, GDBA, Ralt, Lola, Onyx, Forti... Parmi les courses support, le dimanche 22 mai à 23 heures a lieu la toute première course nocturne de l'histoire du Grand Prix de Pau. Comptant pour la Coupe de France Renault 5 Elf Turbo, la course est remportée par Luc Galmard qui reçoit les 1400 Francs promis au vainqueur. Le lendemain, le départ de la course de Formule 3000 est mouvementé : Bertrand Gachot tape le mur du premier virage. Peu après, Michel Trollé s'accroche avec son coéquipier Olivier Grouillard. Les deux pilotes doivent abandonner et l'écurie GDBA dirigée par Gilles Gaignault annihile toutes ses chances de bien figurer au Grand Prix. Après quelques incidents de course, c'est finalement le brésilien Roberto Moreno qui parvient enfin à s'imposer après plusieurs tentatives lors des années précédentes. Originaire d'Avignon, le français Jean Alesi termine sur le podium pour sa troisième course de F3000 de sa jeune carrière, il devance Pierluigi Martini, arrivé troisième. Une campagne de promotion de la course est lancée par les commerçants palois.

### 1989-1992: un nouvel âge d'or
La bande-dessinée « F3000 », 52e album de la série « Michel Vaillant », sort en 1989 et relate les événements du GP 1988 légèrement modifiés afin de coller au scénario imaginé par l'auteur Jean Graton, venu en repérage l'année précédente. À cette époque, de nombreuses célébrités se rendent à Pau à l'occasion du Grand Prix. Issus du monde du spectacle, des médias, des sports, de la chanson, etc., certaines personnalités viennent pour la plupart disputer la « Stars Cup », compétition de voitures de tourisme monotype réservée aux célébrités, ce qui contribue à enrichir la réputation du Grand Prix de Pau. Côté piste, le 49e Grand Prix de Pau est spectaculaire. Après le tour de chauffe, la Reynard de Marco Apicella perd de l'huile. Un second tour de chauffe est effectué et Fabrizio Giovanardi cale sur la grille. Le départ est finalement donné après un tour supplémentaire, mais un mauvais départ de quelques pilotes provoque un carambolage, laissant de nombreuses monoplaces s'empiler les unes sur les autres au premier virage. Eric Bernard mène la course après le dernier départ donné sous drapeau jaune devant Jean Alesi qui finit par prendre la tête de la course. Le pilote du Eddie Jordan Racing s'impose après une course difficile et des larmes laissent éclater sa joie dans son tour d'honneur. Sa victoire au Grand Prix de Pau est attentivement scrutée par Ken Tyrrell qui lui offre la possibilité de débuter en Formule 1 quelques semaines plus tard.
Alain Prost, toujours co-organisateur du Grand Prix, intègre l'écurie Ferrari en 1990 et souhaite effectuer une démonstration de sa toute nouvelle Ferrari 641 F1 dans les rues paloises. Le Français n'obtient pas d'autorisation de la part de l'écurie. En compensation, il organise une parade de voitures de sports de la marque au cheval cabré qui défilent en ouverture de la course. Lui-même effectue ensuite un tour d'honneur acclamé par le public en compagnie de Jackie Stewart. Cependant, le Grand Prix de Pau devient l'objet de critiques, notamment en raison de la dangerosité de son circuit en ville pour des monoplaces aussi imposantes. La course de 1990 est arrêtée en raison d'un embouteillage à l'épingle du lycée et le peloton est séparé en deux entre les leaders ayant creusé l'écart et les retardataires coincés derrière les bouchons. Après une première interruption, le circuit est ensuite de nouveau bloqué après un dépassement raté de Eddie Irvine sur Fabrizio Barbazza au virage du Pont Oscar. La course reprend ses droits et devient le théâtre de luttes entre Erik Comas, Marco Apicella et Eric Van de Poele, qui remporte le Grand Prix de Pau. À la suite de l'incident du début de course, Alain Prost est de nouveau appelé à défendre le Grand Prix de Pau sur le sujet de la sécurité.
Le plateau de la saison suivante est notamment composé de fils de champions tels que Damon Hill, Paul Stewart, David Brabham et Christian Fittipaldi. Par ailleurs, de nombreux italiens intègrent la promotion 1991 du Championnat international de Formule 3000 : Emanuele Naspetti, Antonio Tamburini, Marco Apicella, Vincenzo Sospiri, Andrea Montermini, Fabrizio Giovanardi ou encore le débutant et déjà favori Alessandro Zanardi, qui réalise la pole position en battant le record du tour et passe sous la barre des 1 minute et 10 secondes. Équipés des nouveaux pneus Avon, les autres pilotes de la grille sont groupés dans la même seconde. Quelques français sont tout de même au départ, en plus de Laurent Aïello, Eric Hélary, Paul Belmondo et Philippe Gache, l'ardéchois Jean-Marc Gounon fait figure de meilleur pilote tricolore. Malgré la pole de Zanardi, le pilote Ralt remporte la dernière victoire française à Pau en Formule 3000.
En 1992, Andrea Montermini pulvérise le précédent record de Zanardi et devient le pilote le plus rapide de l'histoire du circuit de Pau-Ville, resurfacé avant l'évenement. Autrefois favorite, l'écurie française DAMS, fondées quelques années plus tôt par les anciens partenaires de l'écurie GDBA, est désormais plus en retrait malgré l'arrivée de Jean-Marc Gounon dans ses effectifs. Champion de Grande-Bretagne de Formule 3 en 1991, Rubens Barrichello fait ses débuts en Formule 3000 et retrouve son dauphin et rival David Coulthard, deuxième de la Coupe de Fuji F3 et vainqueur du Grand Prix de Macao et des Masters de Zandvoort l'année passée. Malgré une collision avec Montermini, son compatriote Emanuele Naspetti gagne le Grand Prix. En ouverture, la course de Porsche Carrera Cup France est organisée selon un système de demi-finales : Jean-Pierre Malcher et Dominique Dupuy s'imposent dans chacune de leurs séries. La finale, disputée avec l'intégralité du plateau, est remportée par Dupuy sur une voiture engagée par sa propre écurie.

### 1993-1995: duels et incidents
Tandis que Olivier Beretta et Gil de Ferran remportent les premières courses de la saison 1993, le favori pour le Grand Prix de Pau est le Français Olivier Panis. Originaire de Grenoble, le pilote de l'écurie DAMS avait déjà remporté les courses paloises de Formule Renault en 1989 et Formule 3 en 1991. Meilleur temps de son groupe en qualifications, le jeune membre de la Filière Elf est pourtant battu par le portugais Pedro Lamy, également leader dans sa série. Un accident a lieu au départ à l'épingle du lycée et Lamy, ayant conservé sa pole, est finalement dépassé par Panis lors de la reprise de la course. Pourtant dominateur, Olivier Panis est finalement contraint à l'abandon, laissant son rival portugais remporter le Grand Prix et imposer une dernière fois le moteur Ford-Cosworth DFV. D'autres pilotes, pourtant annoncés comme favori, n'arrivent pas à concrétiser : le Français Yvan Muller, champion de Grande-Bretagne de Formule 2, ne marque aucun point à Pau et effectue une saison catastrophique.
Le Grand Prix de Pau 1994 est le théâtre d'un incident grave : Nicolas Leboisettier perd le contrôle de sa voiture au virage de la gare et part en tonneaux. Le pilote français sort indemne de sa monoplace, mais cet incident ravive le climat de tensions déclenché par la mort d'Ayrton Senna au Grand Prix de Saint-Marin et le grave accident de Karl Wendlinger au Grand Prix de Monaco quelques semaines plus tôt. Favori pour le Grand Prix de Pau et second de la première course F3000 à Silverstone, David Coulthard est finalement appelé chez Williams pour remplacer le défunt Senna. Franck Lagorce, Gil de Ferran et Vincenzo Sospiri font alors figure de favoris. De Ferran ne failli pas à sa réputation et décroche la pole position. Le brésilien remporte la course devant Sospiri et le Français Didier Cottaz.
La Loi Évin, votée en France quelques années plus tôt, bride considérablement les publicités pour l'alcool et le tabac, contraignant Marlboro, sponsor principal, à interrompre le soutien financier donné au Grand Prix de Pau. Néanmoins, le pétrolier Elf prend le relais et assure quelques années de répit aux organisateurs de la course. Les écuries souffrent cependant de ces interdictions et doivent chercher les sponsors dans d'autres domaines. Le Grand Prix et ses retombées sont légèrement touchés, malgré les 300 journalistes présents lors des dernières éditions. En piste, l'écurie DAMS fait de nouveau parler d'elle lorsque Tarso Marques, parti en pole, s'accroche avec son coéquipier Guillaume Gomez, les deux pilotes s'envoient mutuellement dans le décor. Deuxième l'année précédente, l'Italien Vincenzo Sospiri remporte le Grand Prix de Pau 1995 devant Allan McNish et Marc Goossens.

### 1996-1998: les adieux de la F3000 à Pau
L'année 1996 est une saison charnière pour la Formule 3000 internationale alors en perte de vitesse qui devient, sur décision de la FIA, un championnat monotype. Afin de diminuer les coûts, les écuries sont contraintes de remplacer leur Reynard-Cosworth et anciennes Lola T95/50 Zytek-Judd par les nouvelles Lola T96/50 Zytek. Ce qui crée une polémique au sein du paddock, les monoplaces de la marque britannique étaient alors très peu utilisées lors des saisons précédentes. Par ailleurs, la mairie de Pau intensifie sa participation financière au Grand Prix pour remplacer les aides accordées par le ministère français des sports. Le Grand Prix de Pau 1996 est, avec 72 tours et près d'une heure trente de course, la plus longue épreuve de la saison. L'Allemand Jörg Muller s'impose après l'abandon du poleman Tom Kristensen tout comme celui de David Dussau, pilote palois, qui roule devant son public.
Une inquiétude se fait sentir à l'aube de la saison 1997 concernant le futur du Grand Prix et de la F3000 en général. Les retombées médiatiques de la discipline diminuent et les sponsors se font plus rares, beaucoup de pilotes ont alors des difficultés à boucler leur budget pour l'ensemble de la saison. La FIA souhaite alors resserrer les liens entre la F3000 et la F1 et organisent plusieurs épreuves en lever de rideau des Grands Prix de Formule 1. La manche paloise, une des deux seules courses de Formule 3000 (avec le Grand Prix de Méditerranée, à Pergusa en Italie) à prospérer depuis la création de cette catégorie, est en danger. Le Grand Prix est remporté par Juan Pablo Montoya qui signe un hat-trick (victoire, pole position et record du tour) alors que les 11 derniers pilotes des qualifications ne peuvent pas prendre part à la course, avec l'Anglais Christian Horner bon dernier de la séance.
Le plateau de la 1998 est très relevé, plusieurs pilotes sont alors considérés comme favoris pour la victoire au Grand Prix : le Français Stéphane Sarrazin, le danois Jason Watt, le jeune prodige allemand Nick Heidfeld et le vainqueur de l'année précédente, vice-champion de la saison 1997 Juan Pablo Montoya. Le colombien s'impose de nouveau et devient le premier pilote à remporter deux fois le GP en catégorie F3000. Le rapprochement entre la F3000 et la F1 est alors de plus en plus visible : les écuries de F3000 concluent des partenariats avec les structures de la catégorie reines tandis que huit des douze manches du calendrier sont en ouverture de la F1. Par ailleurs, les deux courses paloises de supertourisme en ouverture du GP sont remportées par le palois Eric Cayrolle.

### 1999-2002: la Coupe d'Europe de Formule 3 en tête d'affiche
Afin de limiter les coûts, la Fédération internationale de l'automobile décide que les épreuves du Championnat international de Formule 3000, antichambre de la Formule 1, seront disputées exclusivement en lever de rideau des Grands Prix de la catégorie reine. Cette décision soudaine provoque une polémique dans le milieu du sport automobile, la F3000 avait alors contribué à la popularité du Grand Prix de Pau et inversement, durant quinze saisons. Néanmoins, considérant le caractère spécial de l'épreuve, la FIA y installe alors la Coupe d'Europe de Formule 3 nouvellement créée. Pour y maintenir une affluence conséquente malgré la perte de la F3000, les organisateurs du Grand Prix décident de ne plus faire payer l'accès de certaines zones d'accueil des spectateurs autour du circuit. La FIA Formula 3 Europe Cup 1999 se dispute sous la forme de deux courses d'environ trente minutes chacune, toutes deux remportées par le Français Benoit Tréluyer, qui devance plusieurs pilotes européens, ainsi que de nombreux habitués du championnat de France.
En 2000, la Coupe d'Europe se déroule sous la forme d'une seule course de 45 minutes environ. À la manière des Masters de Zandvoort et de la Coupe intercontinentale disputée à Macao, le Grand Prix de Pau continue de réunir les meilleurs pilotes des différents championnats européens avec notamment Tiago Monteiro, Takuma Satō, Patrick Friesacher, Marcos Ambrose, Romain Dumas et le palois Lucas Lasserre répartis dans plusieurs écuries, pour la plupart des formations du Championnat de France. Jonathan Cochet place sa Dallara F399 et son moteur Renault-Sodemo en pole position, ce qui lui permet de s'imposer lors de la 60e édition du Grand Prix. Une course réunissant d'anciennes Formules 2 a lieu en ouverture du Grand Prix, ce qui incite les organisateurs à créer un deuxième week-end de courses réservé aux voitures historiques pour les années futures.
L'édition 2001 voit l'arrivée d'écuries étrangères prestigieuses de Formule 3 telles que Carlin Motorsport ou encore Prema Powerteam. Alors que le duel fait rage entre les moteurs Opel-Spiess et Renault-Sodemo, l'écurie Carlin engage deux monoplaces équipées de moteurs Honda-Mugen, dont celle du Britannique Anthony Davidson, qui remporte l'épreuve en réalisant un hat-trick. L'année 2001 marque également la toute première édition du Grand Prix historique de Pau, organisé par l'entreprise Rayon d'Action une semaine après la F3 et qui réunit d'anciennes voitures de compétition.
Avec ses nombreux championnats nationaux français en lever de rideau de la Formule 3, le Grand Prix intègre, dès 2002, les meetings de la Super Série FFSA, réunissant toutes les séries majeures de l'hexagone, telles que les championnats GT, Supertourisme, Porsche Carrera Cup France, Formule Renault 2.0, etc. La Coupe d'Europe de Formule 3 est de nouveau remportée par un Français : Renaud Derlot, qui impose sa Dallara-Renault en devançant le poleman Tristan Gommendy et les vingt-deux autres monoplaces pilotées par des jeunes talents tels que Vitantonio Liuzzi, Olivier Pla, Robert Doornbos, Yuji Ide, James Courtney, Alan van der Merwe ou le Toulousain Simon Abadie.

### 2003-2006: saisons diverses en Formule 3
L'ASAC basco-béarnais, par la voix de son président Jean-Paul Pasquet, émet l'idée de rallonger le circuit de Pau à l'aube de la saison 2003. La nouvelle portion du circuit, censée emprunter les rues de la commune voisine de Bizanos, doit porter la longueur du tracé à 3 kilomètres et faire obtenir à celui-ci un niveau d'homologation lui permettant d'accueillir des séries de plus grandes ampleurs tels que le DTM ou le Championnat FIA GT,. Les organisateurs du championnat américain CART World Series, désireux de s'implanter en France, prennent contact avec l'ASACBB,,. Finalement, après avoir plusieurs fois repoussé ces divers projets à une date ultérieure, l'idée de l'extension du circuit est peu à peu mise de côté, et Pau doit se résoudre à garder la Formule 3 en tête d'affiche. À l'intersaison 2002-2003, les championnats de Formule 3 français et allemands fusionnent pour former la Formule 3 Euro Series. Le Grand Prix de Pau conserve alors son statut de Coupe d'Europe mais intègre le calendrier de cette nouvelle série. Le format évolue et deux courses sont désormais disputées le même week-end : une course longue puis une course dite « sprint » le lendemain. Tandis que l'Australien Ryan Briscoe (premier en course 1 et second en course 2) remporte la Coupe d'Europe à l'addition des points des deux manches, c'est le brésilien Fabio Carbone qui s'impose lors du Grand Prix de Pau (course 2). En lever de rideau, la course de GT, disputée de nuit, est marqué par un accident spectaculaire impliquant plusieurs voitures, dont certaines d'entre elles partent en tonneau en pleine ligne droite.
La F3 Euro Series revient au Grand Prix en 2004, la Coupe d'Europe quitte le GP de Pau pour une manche de la Formule 3 britannique à Spa-Francorchamps. À la suite de l'accident de 2003, le championnat de France de GT ne se rend pas à Pau cette année-là. Les courses de Supertourisme ainsi que la Porsche Carrera Cup française dans le cadre de la Super Série FFSA continuent à animer les courses supports du Grand Prix. En Formule 3, Jamie Green termine vainqueur la course longue après la disqualification d'Alexandre Prémat, arrivé premier, pour non-respect des drapeaux jaunes. Nicolas Lapierre et l'écurie française Signature remportent ensuite le 64e Grand Prix de Pau, disputé le lundi de pentecôte[Quand ?]. La saison 2004 marque également les dernières épreuves des championnats de France de Supertourisme et Formule Ford.
En 2005, le GP de Pau est la seule épreuve française du calendrier et l'un des quatre meetings disputés hors-Allemagne, avec Spa-Francorchamps, Zandvoort et la course de Monaco, disputée en lever de rideau du Grand Prix de Formule 1. Le Championnat de France GT revient avec le nouveau format de deux courses avec notamment la présence d'Alain Prost parmi les engagés. De nombreuses coupes de marques sont présentes : Peugeot 206 & RC Cup, Renault Clio, Porsche Carrera Cup ainsi que les séries monoplaces telles que la Formule Renault française et la Formule Campus. Pour la première fois depuis 1972, le Grand Prix de Pau n'est pas disputé lors de la Pentecôte et voit la victoire de l'Anglais Lewis Hamilton devant Adrian Sutil et Loïc Duval. 2005 est également la première saison en F3 du Champion d'Allemagne de Formule BMW Sebastian Vettel, pourtant annoncé comme favori, qui termine en onzième position.

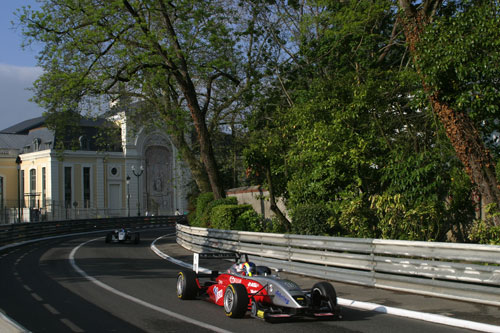
Atila Abreu devant le Casino, 2006.

Faute de pouvoir intégrer une nouvelle fois le calendrier de la F3 Euro Series, désormais entièrement disputé en ouverture du DTM, le Grand Prix de Pau accueille en 2006 le Championnat de Grande-Bretagne de Formule 3, l'autre série la plus relevée d'Europe avec l'Euro Series. SRO, promoteur de la F3 britannique, amène également en lever de rideau une épreuve de GT unique en son genre composée des catégories GT3 et GTC du Championnat British GT et de la Coupe de France GT3 (traditionnellement disputée avec le Championnat de France FFSA GT). Les deux manches d'une heure seront riches en rebondissement avec un écart de 74 millièmes entre les deux premiers à la fin de la Course 1 et une victoire des Français Eric Cayrolle et Laurent Cazenave, tous deux originaires de Pau en seconde manche. En F3, Romain Grosjean domine toutes les courses. Le pilote franco-suisse de l'équipe Signature, habitué de la F3 Euro Series et engagé de dernière minute dans l'épreuve béarnaise, dédie sa victoire à l'ancien maire de Pau André Labarrère, décédé deux mois plus tôt.

### 2007-2010: succès mondial puis interruption de la course

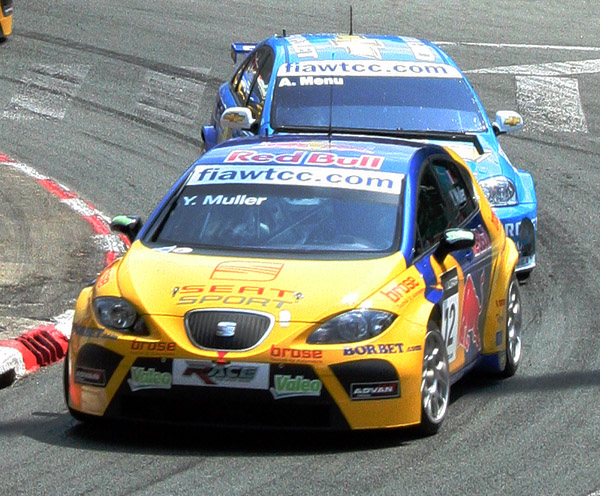
Bagarre entre Yvan Muller et Alain Menu en 2007

L'année 2007 marque un véritable tournant pour le Grand Prix de Pau qui voit l'arrivée du Championnat du monde des voitures de tourisme (World Touring Car Championship, abrégé en WTCC) dans les rues de la ville pour la manche française en remplacement de Magny-Cours. Le WTCC, alors en pleine expansion, amène de nombreux pilotes et constructeurs prestigieux ainsi que des courses supports de calibre international et donne une visibilité supplémentaire à la course, notamment avec une retransmission sur les chaines de télévision nationale (TF1). Le format est alors bouleversé : les monoplaces, autrefois têtes d'affiches, sont reléguées en ouverture du WTCC. Les deux manches de la Race of France sont alors remportées par Alain Menu et Augusto Farfus (pourtant victime d'un accident spectaculaire en qualifications). Ce dernier devient le premier vainqueur du GP de Pau « tourisme » au terme de multiples carambolages et incidents de course.
Le week-end du GP 2008 est marqué par la pluie qui provoque de nombreux incidents de course et profite aux BMW de Farfus et Andy Priaulx. La saison 2008 marque le retour de la Formule 3 Euro Series dans les rues paloises, cette fois-ci en lever de rideau du WTCC. Le plateau F3 regorge de futures « stars » du sport automobile telles que Stefano Coletti, Tom Dillmann, Jules Bianchi ou Nico Hülkenberg, champion cette année-là. Finalement, le Britannique James Jakes remporte sa seule victoire de la saison lors de la course longue et Edoardo Mortara empoche la victoire lors de la course sprint du lendemain.

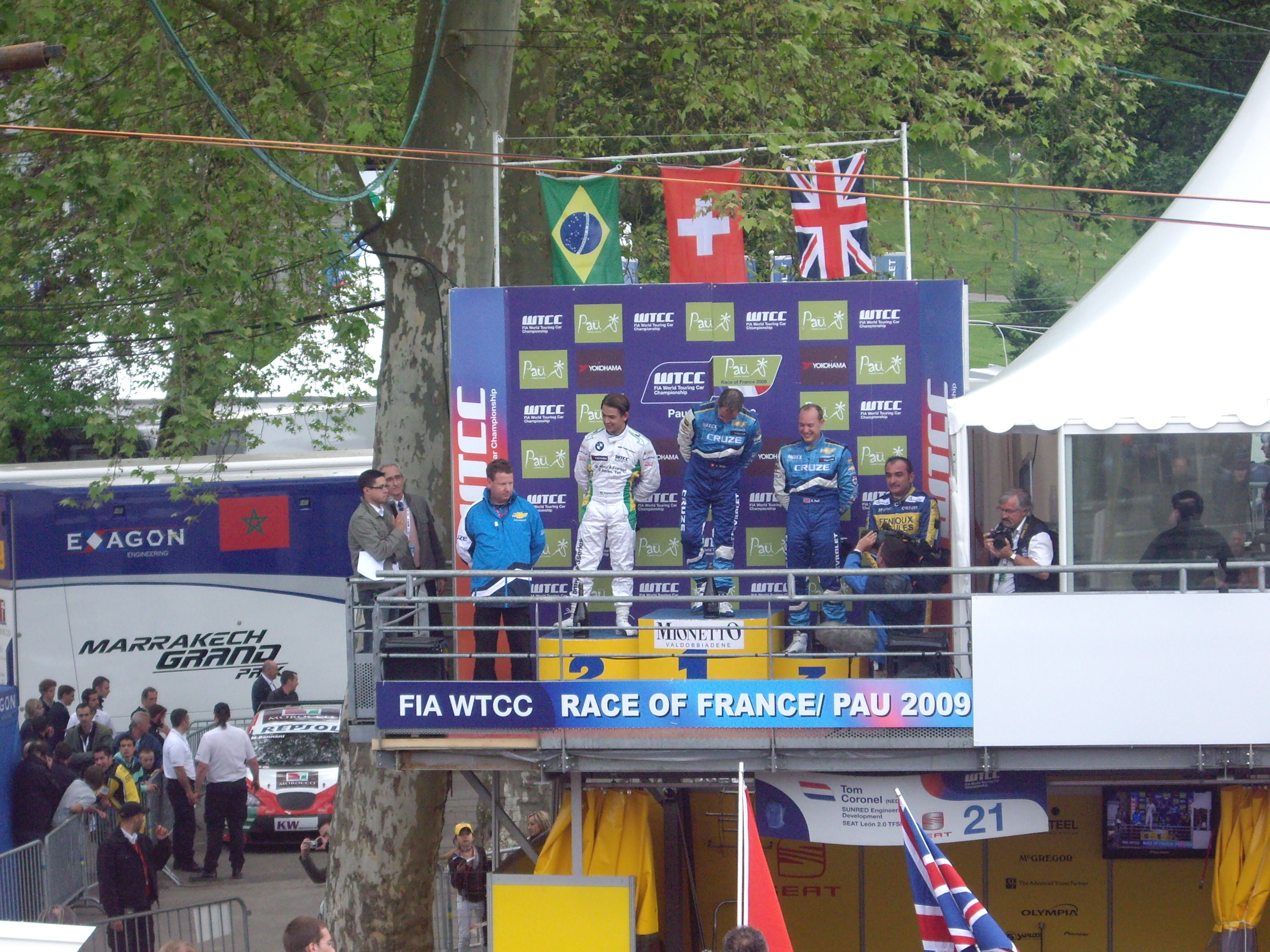
Podium de la course 2 en 2009

Avec l'annulation du Grand Prix de France de F1 et du Tour de Corse WRC, la FIA WTCC Race of France, épreuve phare du Grand Prix de Pau, reste la seule et unique manche d'un championnat du monde de la FIA organisée dans l'hexagone en 2009. Le GP compte désormais la West European Cup de Formule Renault 2.0, héritière du Championnat de France, parmi ses courses supports, ainsi que des démonstrations des voitures de Stock-Car Racecar et de Formule 2 FIA. Le WTCC débarque à Pau dans un climat de tensions entre l'équipe SEAT et la Fédération internationale de l'automobile, qui effectue un changement de règlement technique à la défaveur de l'écurie espagnole. Après une première course sans problèmes, la seconde manche (le Grand Prix de Pau proprement dit, dont la grille est constituée selon une logique de grille inversée du résultat de la première course) sera marquée par plusieurs accidents, dont un impliquant la voiture de sécurité, à la suite d'une mésentente avec la direction de course. Les nouvelles Chevrolet Cruze dominent le week-end palois alors que des rumeurs de l'annulation du Grand Prix 2010 pour des raisons financières se font plus pressantes au sein du paddock.
L'annulation du Grand Prix 2010 est confirmée par Martine Lignières-Cassou, maire de Pau, lors d'une conférence de presse en octobre à l'occasion de la présentation de l'étape du Tour de France cycliste dans la ville béarnaise. La députée-maire invoque alors le prix élevé du Grand Prix et du plateau WTCC qui coûte alors 2,2 millions d'euros à la municipalité. La décision de la mairie suscite de vives réactions de la part de fans et de personnalités politiques de premier plan telles que François Bayrou tandis les effets de l'absence du Grand Prix se font sentir, notamment pour les commerçants du quartier, qui y voient un manque à gagner financier. Alors que le WTCC remplace la manche paloise par une course en Belgique, le retour du Grand Prix en 2011 avec des monoplaces est déjà prévu. La municipalité lance un appel d'offres pour déterminer un nouveau promoteur. Peter Auto, jusque-là promoteur de la course historique, prend désormais en charge le Grand Prix moderne.

### 2011-2013: renaissance difficile

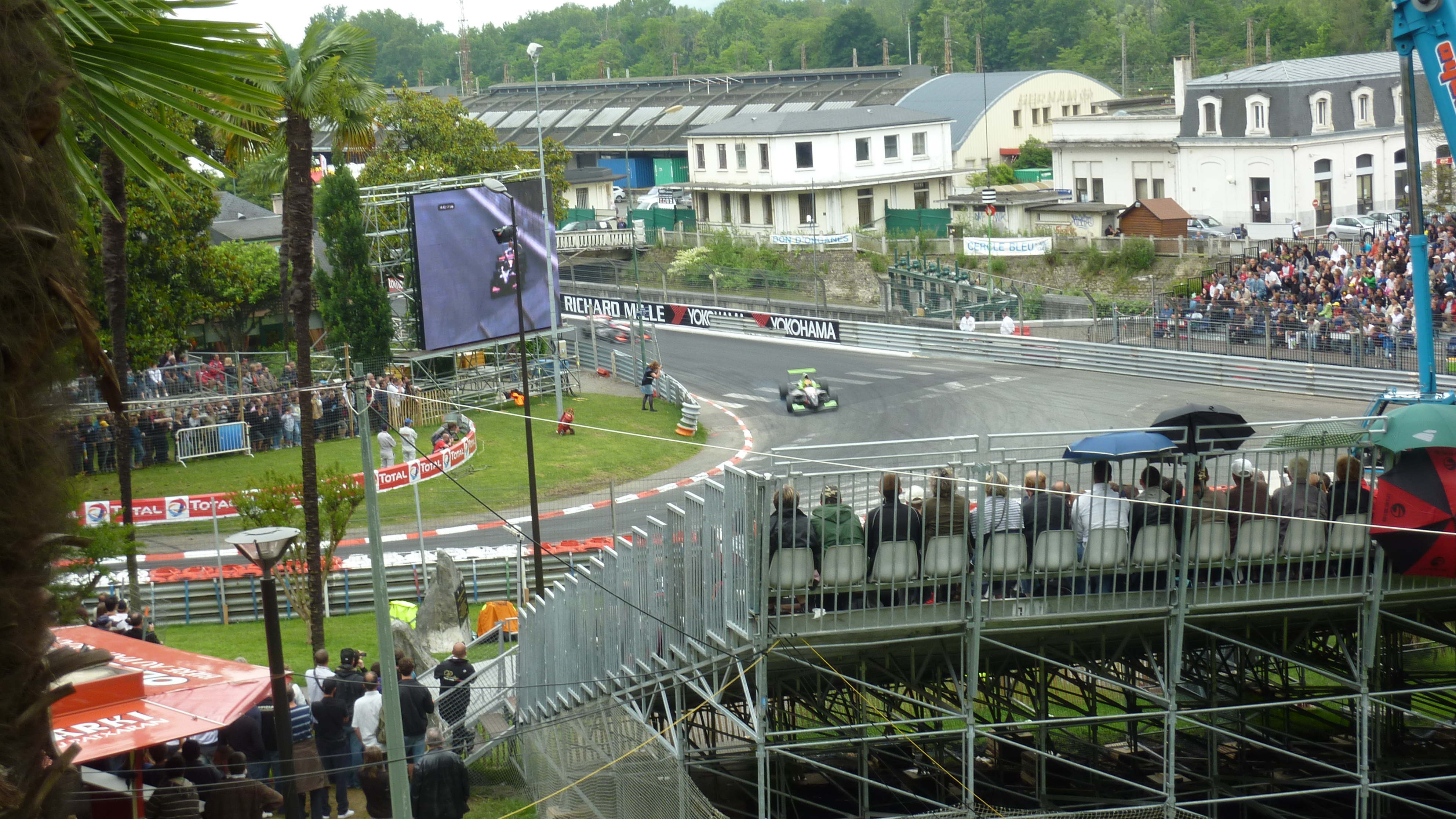
Grand Prix de Pau 2011, virage de la gare

L'édition 2011 marque le retour du Grand Prix de Pau au calendrier avec son nouveau promoteur Peter Auto[réf. souhaitée], la course intègre le Trophée international de Formule 3 nouvellement crée qui regroupe les épreuves de la catégorie (Pau, ainsi que Macao et Zanvdoort). En lever de rideau de la F3 a lieu le premier Grand Prix électrique de Pau, disputé avec des voitures du Trophée Andros électrique, modifiées pour l'occasion. 7 autres championnats sont présents en ouverture du Grand Prix de Formule 3. La course, disputée durant 40 minutes, voit Marco Wittmann et l'écurie française Signature remporter une éclatante victoire devant Roberto Merhi et Daniel Juncadella, tous deux favoris au championnat.
La saison suivante, le Grand Prix de Pau est inscrit au calendrier de la Formule 3 britannique. Néanmoins, la FIA décide d'intégrer la manche paloise dans le Championnat d'Europe crée en remplacement du Trophée international[réf. souhaitée]. Le Grand Prix 2012 se dispute donc avec deux championnats et 24 pilotes engagés. Par ailleurs, la Porsche Carrera Cup France revient en lever de rideau du Grand Prix. Le champion de rallye Sébastien Loeb, engagé de dernière minute, domine les séances du week-end et remporte la course nocturne du samedi soir ainsi que la seconde du dimanche après-midi. En F3, l'Italien Raffaele Marciello, soutenu par Ferrari, remporte le Grand Prix de Pau après avoir dominé la course « sprint », disputée la veille. 23 000 spectateurs sont présents lors de cette édition.
Faute de pouvoir accueillir un championnat de Formule 3 en 2013, les organisateurs du Grand Prix décident d'organiser une manche hors-championnat de Formule Renault 2.0 regroupant treize des meilleurs pilotes de la discipline[réf. souhaitée]. Sébastien Loeb est également présent au Grand Prix cette année en catégorie Mitjet 2 L et remporte une des quatre courses au terme d'un duel spectaculaire avec Jean-Philippe Dayraut. De nombreux incidents ont lieu lors de cette édition : avant la course le promoteur indique par erreur la présence d'Yvan Muller et Jacques Villeneuve, un arbre tombe sur la piste lors des essais de la Coupe Clio en raison d'une météo exécrable, l'épreuve principale de Formule Renault est émaillée d'accidents et d'erreurs de la direction de course (notamment une pénalité infligée à Pierre Gasly) qui fausseront le résultat final. Cette édition, considérée comme l'une des pires du Grand Prix de Pau, n'attire que 17 000 spectateurs sur l'ensemble du week-end[réf. nécessaire], ce qui conduit l’ASAC Basco-Bearnais à présenter des excuses publiques face aux critiques, bien que le promoteur principal de la course soit Peter Auto.

### 2014-2016: la course phare de F3 Europe

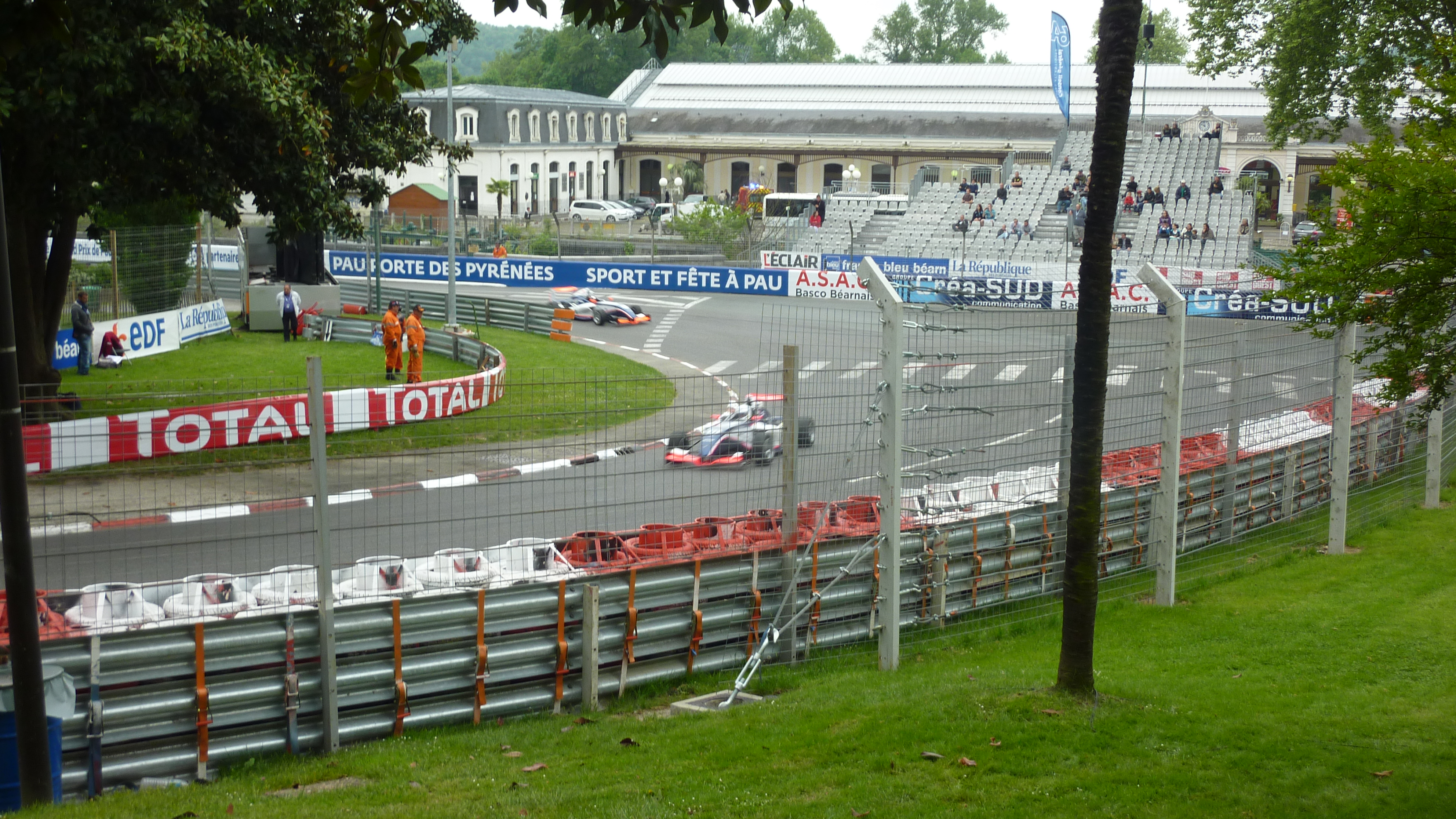
Séance d'essais libres du Championnat de France F4 en ouverture du Grand Prix de Pau 2014.

Le promoteur Peter Auto décide de jeter l'éponge fin 2013 et l'ASAC Basco-Béarnais reprend le flambeau de l'organisation, conjointement avec la Ville de Pau. Sélectionné par la mairie de Pau dans un contexte douteux (la mairie n'ayant pas organisé une procédure d'appel d'offres), l'agence de communication locale Créasud prend alors le rôle de promoteur.[source insuffisante]. Le Grand Prix fait alors son grand retour dans le calendrier du Championnat d'Europe de Formule 3. En 2014, la course paloise de F3 regroupe alors 26 pilotes, dont plusieurs espoirs et favoris déjà connus tels que Esteban Ocon, Max Verstappen, Tom Blomqvist, Jordan King ou encore Lucas Auer. En support du Grand Prix ont lieu des compétitions amateurs regroupant des pilotes locaux, tels que la Legends Cars Cup ou la Twingo Cup, disputée en nocturne. Par ailleurs, le Grand Prix électrique connait sa dernière édition. Tandis qu'Esteban Ocon et Tom Blomqvist s'imposent lors des deux premières courses de F3, c'est Felix Rosenqvist qui remporte le 73e Grand Prix de Pau, sa seule victoire de la saison, après un affrontement avec Ocon devant des milliers de spectateurs acquis à la cause du jeune français, pourtant favori,. Des rumeurs naissent quant à un éventuel retour du WTCC ou une arrivée de la Formule E dans les rues paloises,.

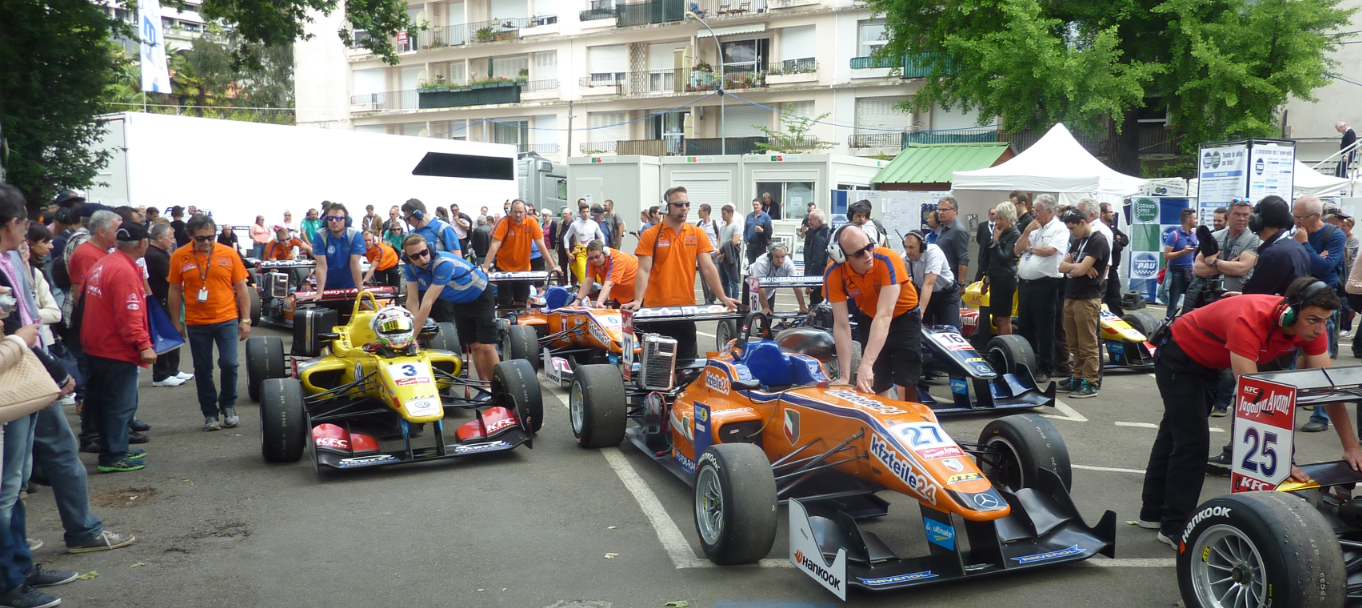
Paddock du Grand Prix 2015: la monoplace d'Antonio Giovinazzi (en jaune à gauche)

En 2015, le Grand Prix de Pau retrouve une nouvelle fois la Formule 3 européenne, qui fait le plein d'engagés avec 35 pilotes répartis dans une quinzaine d'écuries, notamment la structure française Signature qui fait son grand retour. Le plateau global compte cependant moins de championnats que les années précédentes, notamment en raison de l'annulation de la course de Mitjet Supertourisme à une semaine de l’événement, les promoteurs du GP et des Mitjet s'écharpent alors dans la presse par communiqué interposé,. Après des séances de qualifications serrées, c'est le jeune anglais Jake Dennis qui décroche les trois pole positions. Ce dernier convertit ses poles en victoires lors des deux premières manches mais perd sa place de leader lors de la course principale au terme d'un duel spectaculaire avec Antonio Giovinazzi, qui finit par remporter le 74e Grand Prix de Pau. Une démonstration des monoplaces de Formule E a également lieu, avec Esteban Ocon, Mike Parisy et Jérôme d'Ambrosio qui se relaient au volant.
Le plateau du Grand Prix de Pau 2016, disputé le 15 mai, est enrichi par l'arrivée de nombreuses courses supports dont les GT4 European Series avec une course d'endurance nocturne en plus du retour de la RCZ Racing Cup et de la Clio Cup France. Le championnat de Formula Renault 2.0 Alps disparaît du meeting palois et annule l'intégralité de sa saison. Alors que le Championnat de France F4 rajoute une quatrième course au programme du rendez-vous palois, le nombre d'engagés en catégorie reine diminue en raison de l'escalade des coûts du Championnat d'Europe,. Pour les festivités de la 75e édition du Grand Prix, une exposition est organisée autour de la sortie du 75e album de la bande dessinée Michel Vaillant. Peu avant la course, l'écurie Carlin propose à des pilotes expérimentés de venir épauler leurs jeunes concurrents sur le sinueux et difficile tracé palois. Le champion en titre de Formule E Nelson Angelo Piquet accepte mais se voit refuser l'inscription par la FIA en raison de son âge et de son expérience trop avancée. Après un weekend de course perturbé par la pluie presque ininterrompue, c'est finalement l'italien Alessio Lorandi qui remporte le Grand Prix de Pau après être parti de la pole position,. En catégorie GT4, les courses sont dominées par l'équipe allemande ProSport, alors qu'un duo de deux pilotes palois, Eric Cayrolle et Didier Moureu parvient à terminer second de sa catégorie dans les deux courses.

### 2017-2019: retour du GT en support
En 2017, l'entreprise SRO reprend l'organisation du Championnat de France FFSA GT, alors en perdition, à Oreca, qui connait des déboires économiques. Dans le même temps, SRO divise la Coupe d'Europe GT4 et crée un championnat d'Europe du Nord ainsi qu'un championnat d'Europe du Sud qui fusionne avec le GT4 Français. Pau, deuxième manche du calendrier, accueille une manche de GT Français pour la première fois depuis 2006. La course nocturne est remportée par Sylvain Nöel et Jimmy Antunes de l'équipe Racing Technology tandis que celle du dimanche voit la victoire d'un équipage 100% néerlandais. Avec près de 38 000 spectateurs, le Grand Prix de Pau "moderne" bat son record d'affluence depuis son retour en 2011.
L'édition 2018 du Grand Prix de Pau est la toute première manche du Championnat d'Europe de Formule 3 2018 et voit le transfert du franco-argentin Sacha Fenestraz, licencié à l'ASAC Basco-Béarnais, dans cette catégorie. La première des trois courses du week-end est remportée par le chinois Zhou Guanyu, tandis que Fenestraz obtient sa seule victoire de la saison dans la deuxième course. La dernière course, le Grand Prix de Pau proprement dit, est écourtée de moitié en raison d'une pluie battante, le vainqueur estonien Ralf Aron n'empoche que la moitié des points prévus au vainqueur. Parmi les courses support, la Twin'Cup retourne à Pau et se dispute désormais dans le cadre de la célèbre Coupe Adour-Océan, qui fait son retour après cinquante ans d'absence. La course nocturne du GT4 français est remportée par le palois Mike Parisy. Quelques mois après la course, les organisateurs du WTCR (successeur du WTCC) communiquent ouvertement leur souhait de revenir à Pau, venue qui est refusée par les organisateurs en raison du coût élevé du plateau.
En 2019, le Championnat d'Europe de Formule 3 fusionne avec le GP3 Series pour former le Championnat de Formule 3 FIA, qui est désormais disputé en lever de rideau des Grands Prix de Formule 1. L'Euroformula Open, un championnat parallèle non officiel de Formule 3, devient tête d'affiche du Grand Prix de Pau 2019. Les Formules 3 officielles FIA sont quant à elles séparées en deux sous-catégories : la F3 internationale (en ouverture de la F1) et la F3 Régionale. La Formule Renault Eurocup devient un championnat parallèle de F3 Régionale et la catégorie Formule Renault 2.0 est définitivement supprimée des calendriers internationaux après quarante-sept ans d'existence. En conséquence, la Coupe d'Europe du Nord (NEC 2.0) est annulée alors qu'elle devait se rendre à Pau. Elle est finalement remplacée par la venue du championnat Funyo Sport-Proto, qui fait rouler des Sport-prototypes à Pau pour la première fois depuis plus de vingt-cinq ans. En parallèle, la Coupe Adour-Océan devient une course de charité, et les frais d'engagement de la course sont reversés au profit de diverses associations caritatives. Au terme d'une course particulièrement compliquée en raison des conditions météorologiques, Billy Monger devient le premier pilote handicapé à remporter le Grand Prix de Pau.

### 2020-2021: incertitudes autour de l'avenir de la course
À la suite de la réforme des séries de monoplaces lancée par la FIA en 2018-2019, l'Euroformula Open se sépare définitivement de ses anciennes Formule 3 modifiées, et décide de lancer sa propre catégorie conjointement avec le constructeur Dallara. La nouvelle monoplace F230 EF2020 est elle-même basée sur le châssis des anciennes F3. Après de nombreuses hésitations des autorités sportives, le Grand Prix de Pau 2020 est finalement reporté, puis annulé en raison des mesures de confinement prises à la suite de la pandémie de COVID-19.
Fin 2019, la mairie de Pau présente une série d'aménagements urbains entrainant de nombreux travaux et occupant notamment des espaces précédemment utilisés par les installations du Grand Prix, en parallèle, le maire de Pau François Bayrou annonce vouloir modifier en profondeur le format du Grand Prix afin de réduire son impact financier sur la collectivité. 
En octobre 2020, le maire de Pau indique vouloir relancer l’épreuve avec des compétitions de voitures électriques à partir de 2022. Le 16 mai 2021, la volonté de poursuite du Grand Prix est évoquée dans la presse locale. Le Grand Prix de Pau doit renaitre sous la forme d'un festival inspiré de celui de Goodwood ou sous la forme d'une compétition accueillant de nouveaux championnats aux énergies alternatives.
Cependant, l'incertitude des organisateurs de courses automobiles à la suite des mesures de distanciation physique imposées en raison de la pandémie entraine la disparition du Grand Prix de Pau des calendriers majeurs de sport automobile en 2020, puis en 2021, mettant sérieusement en doute sa pérennité,.

### 2024: annulation
En 2024, le maire de Pau François Bayrou annonce, lors du conseil municipal du lundi 18 décembre 2023, l'annulation de l'édition 2024 à cause d'un manque de financements, les partenaires privés qui représentaient en 2023 90% du budget étant davantage sollicités par les Jeux olympiques,.

## Palmarès
Lors de certaines éditions, d'autres courses du même championnat ont lieu en préambule, conformément au règlement du championnat.
| Saison                                          | Vainqueur                                                     | Vainqueur                                                     | Formule / Championnat                                         | Résultats                                                     |
| Saison                                          | Pilote                                                        | Voiture                                                       | Formule / Championnat                                         | Résultats                                                     |
| Pau-Bayonne-Pau                                 | Pau-Bayonne-Pau                                               | Pau-Bayonne-Pau                                               | Pau-Bayonne-Pau                                               | Pau-Bayonne-Pau                                               |
| ----------------------------------------------- | ------------------------------------------------------------- | ------------------------------------------------------------- | ------------------------------------------------------------- | ------------------------------------------------------------- |
| 1899                                            | Albert Lemaître                                               | Peugeot 10CV                                                  | Heavy cars                                                    | Résultats                                                     |
| Circuit du Sud-Ouest                            |                                                               |                                                               |                                                               |                                                               |
| 1900                                            | René de Knyff                                                 | Panhard 16CV                                                  | Heavy cars / Grand Prix de Pau                                | Résultats                                                     |
| Grand Prix du Sud-Ouest / 1er Grand Prix de Pau |                                                               |                                                               |                                                               |                                                               |
| 1901                                            | Maurice Farman                                                | Panhard 24CV                                                  | Heavy cars / Grand Prix de Pau                                | Résultats                                                     |
| Grand Prix de France                            |                                                               |                                                               |                                                               |                                                               |
| 1930                                            | Philippe Étancelin                                            | Bugatti T35C                                                  | Formule Libre                                                 | Résultats                                                     |
| Grand Prix de Pau                               |                                                               |                                                               |                                                               |                                                               |
| 1933                                            | Marcel Lehoux                                                 | Bugatti T51                                                   | Formule Libre                                                 | Résultats                                                     |
| 1934                                            | Pas de course                                                 | Pas de course                                                 | Pas de course                                                 | Pas de course                                                 |
| 1935                                            | Tazio Nuvolari                                                | Alfa Romeo Type B/P3                                          | Formule Libre                                                 | Résultats                                                     |
| 1936                                            | Philippe Étancelin                                            | Maserati V8R1                                                 | Formule Libre                                                 | Résultats                                                     |
| 1937                                            | Jean-Pierre Wimille                                           | Bugatti T59/57                                                | Sport                                                         | Résultats                                                     |
| 1938                                            | René Dreyfus                                                  | Delahaye 145                                                  | 3 000 à 4 500 cm3                                             | Résultats                                                     |
| 1939                                            | Hermann Lang                                                  | Mercedes-Benz W154/39                                         | 3 000 à 4 500 cm3                                             | Résultats                                                     |
| 1940-1946                                       | Pas de course (Seconde Guerre mondiale)                       | Pas de course (Seconde Guerre mondiale)                       | Pas de course (Seconde Guerre mondiale)                       | Pas de course (Seconde Guerre mondiale)                       |
| 1947                                            | Nello Pagani                                                  | Maserati 4CL                                                  | 3 000 à 4 500 cm3                                             | Résultats                                                     |
| 1948                                            | Nello Pagani                                                  | Maserati 4CL                                                  | Formule A                                                     | Résultats                                                     |
| 1949                                            | Juan Manuel Fangio                                            | Maserati 4CLT-48                                              | Formule A                                                     | Résultats                                                     |
| 1950                                            | Juan Manuel Fangio                                            | Maserati 4CLT-48                                              | Formule 1                                                     | Résultats                                                     |
| 1951                                            | Luigi Villoresi                                               | Ferrari 375                                                   | Formule 1                                                     | Résultats                                                     |
| 1952                                            | Alberto Ascari                                                | Ferrari 500                                                   | Formule 2 / Grands Prix de France                             | Résultats                                                     |
| 1953                                            | Alberto Ascari                                                | Ferrari 500                                                   | Formule 2                                                     | Résultats                                                     |
| 1954                                            | Jean Behra                                                    | Gordini Type 16                                               | Formule 1                                                     | Résultats                                                     |
| 1955                                            | Jean Behra                                                    | Maserati                                                      | Formule 1                                                     | Résultats                                                     |
| 1956                                            | Pas de course (drame des 24 Heures du Mans 1955)              | Pas de course (drame des 24 Heures du Mans 1955)              | Pas de course (drame des 24 Heures du Mans 1955)              | Pas de course (drame des 24 Heures du Mans 1955)              |
| 1957                                            | Jean Behra                                                    | Maserati 250F                                                 | Formule 1                                                     | Résultats                                                     |
| 1958                                            | Maurice Trintignant                                           | Cooper T43 Climax                                             | Formule 2                                                     | Résultats                                                     |
| 1959                                            | Maurice Trintignant                                           | Cooper T51 Climax                                             | Formule 2                                                     | Résultats                                                     |
| 1960                                            | Jack Brabham                                                  | Cooper T43 Climax                                             | Formule 2 / Championnat d'Europe                              | Résultats                                                     |
| 1961                                            | Jim Clark                                                     | Lotus 18 Climax                                               | Formule 1                                                     | Résultats                                                     |
| 1962                                            | Maurice Trintignant                                           | Lotus 18/21 Climax                                            | Formule 1                                                     | Résultats                                                     |
| 1963                                            | Jim Clark                                                     | Lotus 25 Climax                                               | Formule 1                                                     | Résultats                                                     |
| 1964                                            | Jim Clark                                                     | Lotus 32 Cosworth                                             | Formule 2 / Trophée de France                                 | Résultats                                                     |
| 1965                                            | Jim Clark                                                     | Lotus 35 Cosworth                                             | Formule 2 / Trophée de France                                 | Résultats                                                     |
| 1966                                            | Jack Brabham                                                  | Brabham BT18 Honda                                            | Formule 2 / Trophée de France                                 | Résultats                                                     |
| 1967                                            | Jochen Rindt                                                  | Brabham BT23 Cosworth                                         | Formule 2 / Trophée de France                                 | Résultats                                                     |
| 1968                                            | Jackie Stewart                                                | Matra MS7 Cosworth                                            | Formule 2 / Trophée de France                                 | Résultats                                                     |
| 1969                                            | Jochen Rindt                                                  | Lotus 59 Cosworth                                             | Formule 2 / Trophée de France                                 | Résultats                                                     |
| 1970                                            | Jochen Rindt                                                  | Lotus 69F Cosworth                                            | Formule 2 / Trophée de France                                 | Résultats                                                     |
| 1971                                            | Reine Wisell                                                  | Lotus 69/71 Cosworth                                          | Formule 2 / Trophée de France                                 | Résultats                                                     |
| 1972                                            | Peter Gethin                                                  | Chevron B20 Cosworth                                          | Formule 2 / Championnat d'Europe                              | Résultats                                                     |
| 1973                                            | François Cevert                                               | Elf2-Ford/Hart                                                | Formule 2 / Championnat d'Europe                              | Résultats                                                     |
| 1974                                            | Patrick Depailler                                             | March 742 BMW                                                 | Formule 2 / Championnat d'Europe                              | Résultats                                                     |
| 1975                                            | Jacques Laffite                                               | Martini MK16 BMW                                              | Formule 2 / Championnat d'Europe                              | Résultats                                                     |
| 1976                                            | René Arnoux                                                   | Martini MK19 Renault                                          | Formule 2 / Championnat d'Europe                              | Résultats                                                     |
| 1977                                            | René Arnoux                                                   | Martini MK22 Renault                                          | Formule 2 / Championnat d'Europe                              | Résultats                                                     |
| 1978                                            | Bruno Giacomelli                                              | March 782 BMW                                                 | Formule 2 / Championnat d'Europe                              | Résultats                                                     |
| 1979                                            | Eddie Cheever                                                 | Osella FA2/79 BMW                                             | Formule 2 / Championnat d'Europe                              | Résultats                                                     |
| 1980                                            | Richard Dallest                                               | AGS JH17 BMW                                                  | Formule 2 / Championnat d'Europe                              | Résultats                                                     |
| 1981                                            | Geoff Lees                                                    | Ralt RH6/81 Honda                                             | Formule 2 / Championnat d'Europe                              | Résultats                                                     |
| 1982                                            | Johnny Cecotto                                                | March 822 BMW                                                 | Formule 2 / Championnat d'Europe                              | Résultats                                                     |
| 1983                                            | Jo Gartner                                                    | Spirit 201 BMW                                                | Formule 2 / Championnat d'Europe                              | Résultats                                                     |
| 1984                                            | Mike Thackwell                                                | Ralt RH6/84 Honda                                             | Formule 2 / Championnat d'Europe                              | Résultats                                                     |
| 1985                                            | Christian Danner                                              | March 85B Ford/Cosworth                                       | Formule 3000 / Championnat d'Europe                           | Résultats                                                     |
| 1986                                            | Mike Thackwell                                                | Ralt RT20 Honda                                               | Formule 3000 / Championnat Intercontinental                   | Résultats                                                     |
| 1987                                            | Yannick Dalmas                                                | March 87B Cosworth                                            | Formule 3000 / Championnat Intercontinental                   | Résultats                                                     |
| 1988                                            | Roberto Moreno                                                | Reynard 88D Cosworth                                          | Formule 3000 / Championnat Intercontinental                   | Résultats                                                     |
| 1989                                            | Jean Alesi                                                    | Reynard 89D Mugen                                             | Formule 3000 / Championnat Intercontinental                   | Résultats                                                     |
| 1990                                            | Eric van de Poele                                             | Reynard 90D Cosworth                                          | Formule 3000 / Championnat International                      | Résultats                                                     |
| 1991                                            | Jean-Marc Gounon                                              | Ralt RT23 Cosworth                                            | Formule 3000 / Championnat International                      | Résultats                                                     |
| 1992                                            | Emanuele Naspetti                                             | Reynard 92D Cosworth                                          | Formule 3000 / Championnat International                      | Résultats                                                     |
| 1993                                            | Pedro Lamy                                                    | Reynard 92D Cosworth                                          | Formule 3000 / Championnat International                      | Résultats                                                     |
| 1994                                            | Gil de Ferran                                                 | Reynard 94D Judd                                              | Formule 3000 / Championnat International                      | Résultats                                                     |
| 1995                                            | Vincenzo Sospiri                                              | Reynard 95D Ford/Cosworth                                     | Formule 3000 / Championnat International                      | Résultats                                                     |
| 1996                                            | Jörg Müller                                                   | Lola T96/50 Zytek                                             | Formule 3000 / Championnat International                      | Résultats                                                     |
| 1997                                            | Juan Pablo Montoya                                            | Lola T96/50 Zytek                                             | Formule 3000 / Championnat International                      | Résultats                                                     |
| 1998                                            | Juan Pablo Montoya                                            | Lola T96/50 Zytek                                             | Formule 3000 / Championnat International                      | Résultats                                                     |
| 1999                                            | Benoît Tréluyer                                               | Dallara F399 Renault/Sodemo                                   | Formule 3 / Coupe d'Europe                                    | Résultats                                                     |
| 2000                                            | Jonathan Cochet                                               | Dallara F300 Renault/Sodemo                                   | Formule 3 / Coupe d'Europe                                    | Résultats                                                     |
| 2001                                            | Anthony Davidson                                              | Dallara F301 Honda/Mugen                                      | Formule 3 / Coupe d'Europe                                    | Résultats                                                     |
| 2002                                            | Renaud Derlot                                                 | Dallara F302 Renault/Sodemo                                   | Formule 3 / Coupe d'Europe                                    | Résultats                                                     |
| 2003                                            | Fabio Carbone                                                 | Dallara F302 Renault/Sodemo                                   | Formule 3 / Euro Series & Coupe d'Europe                      | Résultats                                                     |
| 2004                                            | Nicolas Lapierre                                              | Dallara F304 Opel/Spiess                                      | Formule 3 / Euro Series                                       | Résultats                                                     |
| 2005                                            | Lewis Hamilton                                                | Dallara F305 Mercedes-Benz/HWA                                | Formule 3 / Euro Series                                       | Résultats                                                     |
| 2006                                            | Romain Grosjean                                               | Dallara F305 Mercedes-Benz/HWA                                | Formule 3 / Championnat de Grande-Bretagne                    | Résultats                                                     |
| 2007                                            | Augusto Farfus                                                | BMW 320si                                                     | Super 2000 / Championnat du monde (WTCC)                      | Résultats                                                     |
| 2008                                            | Andy Priaulx                                                  | BMW 320si                                                     | Super 2000 / Championnat du monde (WTCC)                      | Résultats                                                     |
| 2009                                            | Alain Menu                                                    | Chevrolet Cruze LT                                            | Super 2000 / Championnat du monde (WTCC)                      | Résultats                                                     |
| 2010                                            | Pas de course (annulé pour raisons financières et politiques) | Pas de course (annulé pour raisons financières et politiques) | Pas de course (annulé pour raisons financières et politiques) | Pas de course (annulé pour raisons financières et politiques) |
| 2011                                            | Marco Wittmann                                                | Dallara F308 Volkswagen/Spiess                                | Formule 3 / Trophée International                             | Résultats                                                     |
| 2012                                            | Raffaele Marciello                                            | Dallara F312 Mercedes-Benz/HWA                                | Formule 3 / Championnat d'Europe et de Grande-Bretagne        | Résultats                                                     |
| 2013                                            | Luca Ghiotto                                                  | Tatuus FR2.0/13 Renault                                       | Formule Renault 2.0                                           | Résultats                                                     |
| 2014                                            | Felix Rosenqvist                                              | Dallara F312 Mercedes-Benz/HWA                                | Formule 3 / Championnat d'Europe                              | Résultats                                                     |
| 2015                                            | Antonio Giovinazzi                                            | Dallara F315 Volkswagen/Spiess                                | Formule 3 / Championnat d'Europe                              | Résultats                                                     |
| 2016                                            | Alessio Lorandi                                               | Dallara F315 Volkswagen/Spiess                                | Formule 3 / Championnat d'Europe                              | Résultats                                                     |
| 2017                                            | Maximilian Günther                                            | Dallara F316 Mercedes-Benz/HWA                                | Formule 3 / Championnat d'Europe                              | Résultats                                                     |
| 2018                                            | Ralf Aron                                                     | Dallara F317 Mercedes-Benz/HWA                                | Formule 3 / Championnat d'Europe                              | Résultats                                                     |
| 2019                                            | Billy Monger                                                  | Dallara F317 Volkswagen/Spiess                                | Formule 3 / Euroformula Open                                  | Résultats                                                     |
| 2020-2021                                       | Pas de course (confinements liés à la pandémie de Covid-19)   | Pas de course (confinements liés à la pandémie de Covid-19)   | Pas de course (confinements liés à la pandémie de Covid-19)   | Pas de course (confinements liés à la pandémie de Covid-19)   |
| 2022                                            | Vladislav Lomko                                               | Dallara EF320 Volkswagen/Spiess                               | Euroformula-SF Lights / Euroformula Open                      | Résultats                                                     |
| 2023                                            | Enzo Peugeot                                                  | Mygale M21 Alpine                                             | Formule 4 / Championnat de France de Formule 4                | Résultats                                                     |
| 2024                                            | Pas de course (annulée pour des raisons financières,)         | Pas de course (annulée pour des raisons financières,)         | Pas de course (annulée pour des raisons financières,)         | Pas de course (annulée pour des raisons financières,)         |

- Les événements qui ne sont pas considérés comme étant une véritable édition du Grand Prix de Pau sont indiqués par un fond rose

## Statistiques

### Pilotes victorieux
| Victoires par pilote | Victoires par pilote | Victoires par pilote |
| Victoires            | Pilote               | Editions             |
| -------------------- | -------------------- | -------------------- |
| 4                    | Jim Clark            | 1961-1963-1964-1965  |
| 3                    | Jean Behra           | 1954-1955-1957       |
| 3                    | Maurice Trintignant  | 1958-1959-1962       |
| 3                    | Jochen Rindt         | 1967-1969-1970       |
| 2                    | Nello Pagani         | 1947-1948            |
| 2                    | Juan Manuel Fangio   | 1949-1950            |
| 2                    | Alberto Ascari       | 1952-1953            |
| 2                    | Jack Brabham         | 1960-1966            |
| 2                    | René Arnoux          | 1976-1977            |
| 2                    | Mike Thackwell       | 1984-1986            |
| 2                    | Juan Pablo Montoya   | 1997-1998            |

### Victoires par nationalités
| Victoires par nationalités des pilotes | Victoires par nationalités des pilotes |
| Victoires                              | Nation                                 |
| -------------------------------------- | -------------------------------------- |
| 25                                     | France                                 |
| 13                                     | Italie                                 |
| 11                                     | Royaume-Uni                            |
| 5                                      | Brésil                                 |
| 4                                      | Allemagne                              |
| 4                                      | Autriche                               |
| 2                                      | Suède                                  |
| 2                                      | Nouvelle-Zélande                       |
| 2                                      | Australie                              |
| 2                                      | Argentine                              |
| 2                                      | Colombie                               |
| 2                                      | Suisse                                 |

### Circuits utilisés

#### GP de Pau

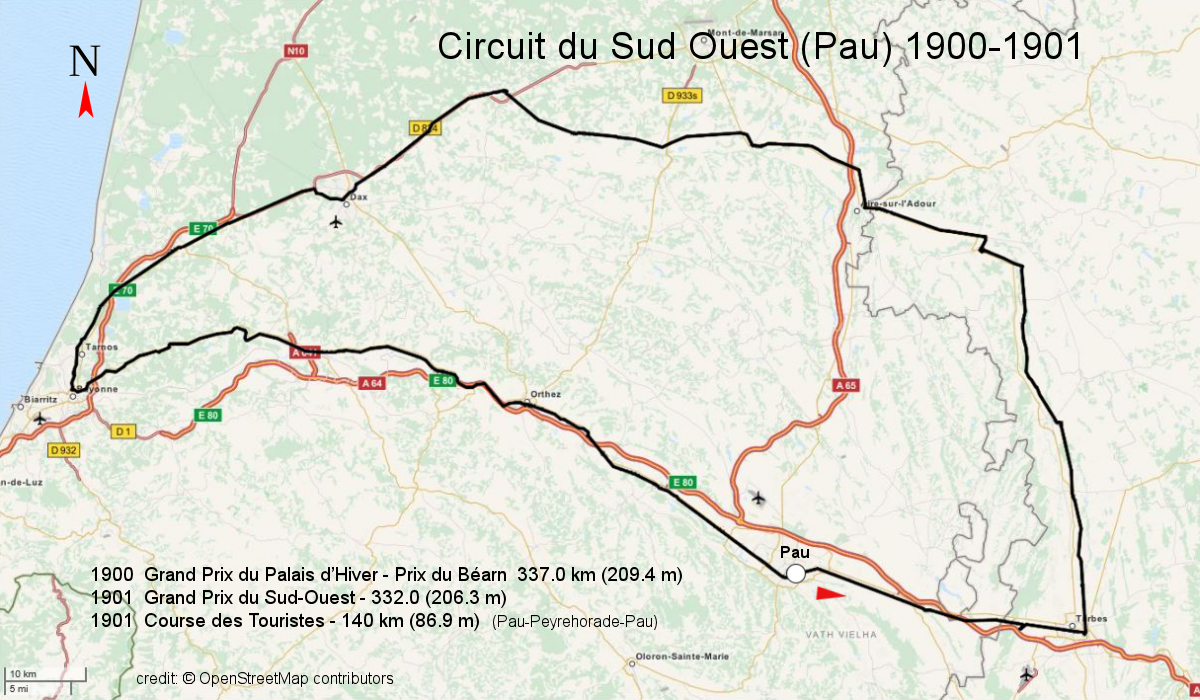
Circuit du Sud-Ouest, 1901.
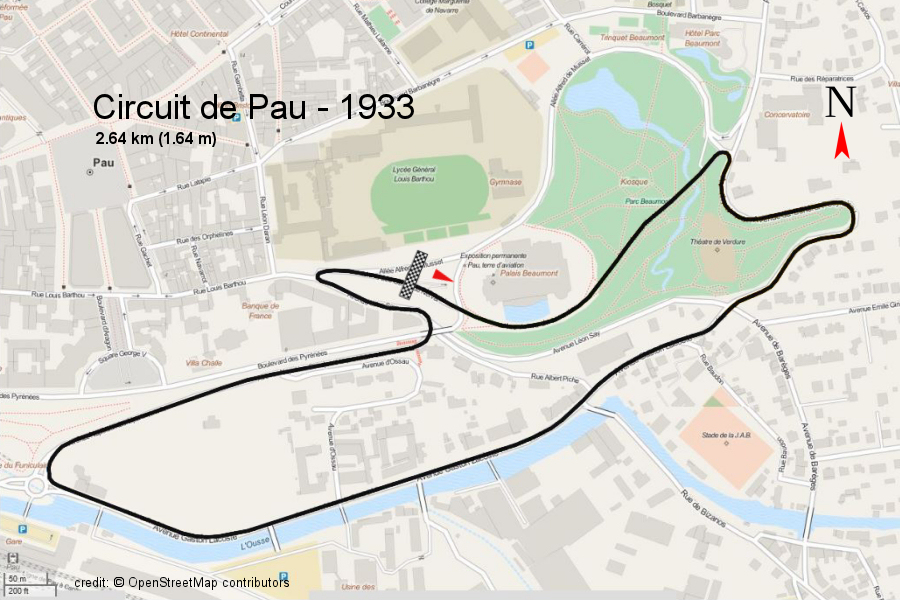
Circuit de Pau-Ville, 1933.
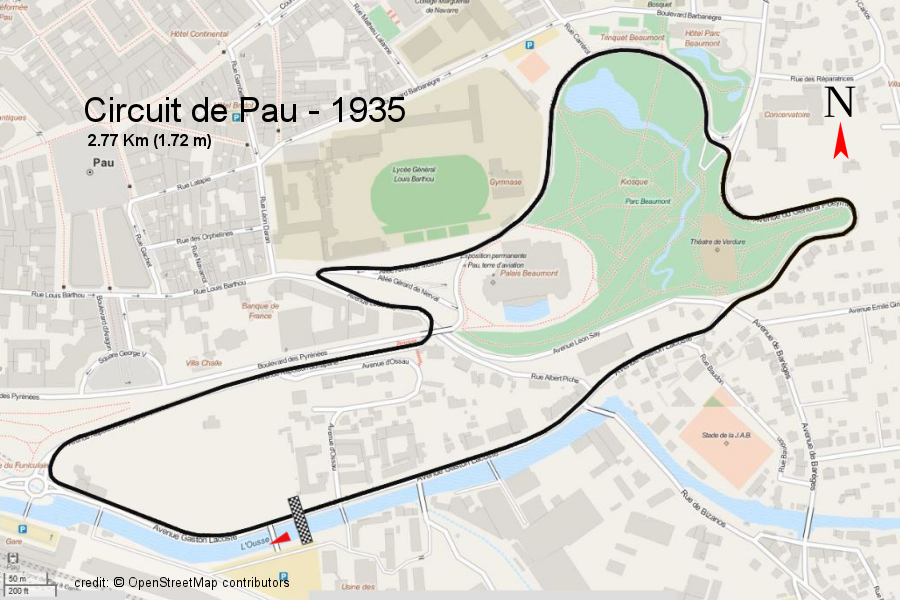
Circuit de Pau-Ville, depuis 1935.

#### Autres courses

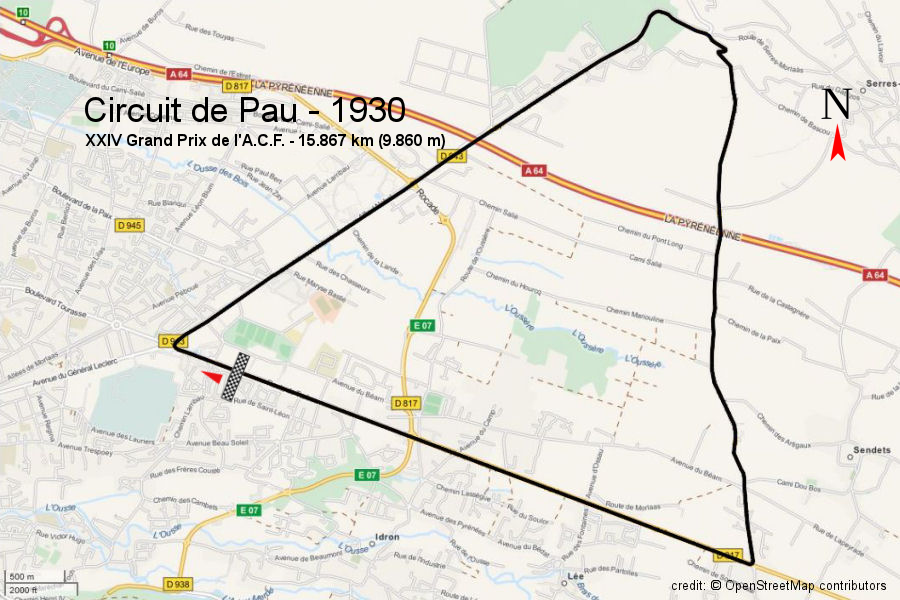
Grand circuit de Pau, 1930 (pour le Grand Prix de France 1930).

### Appellations et sponsors-titres

#### Grand Prix de Pau
- Grand Prix du Sud-Ouest (1901)
- Coupe internationale de vitesse de Pau (1958)
- Grand Prix de Pau Esso (1961)
- Grand Prix de Pau BP (1972)
- Grand Prix de Pau BP / Mémorial François Cevert (1974)
- Grand Prix de Pau Gitanes (1981-1984)
- Grand Prix de Pau Marlboro (1985-1992)
- Grand Prix de Pau Elf (1993-1998)
- FIA Formula Three Europe Cup / Super Série FFSA Pau (1999-2003)
- Grand Prix de Pau / Super Série FFSA Pau (2004-2006)
- FIA WTCC BERU Race of France (2007)
- FIA WTCC Courtyard Race of France (2008)
- FIA WTCC Ville de Pau Race of France (2009)
- Formula Renault 2.0 Pau Trophy (2013)
- Grand Prix de Pau (1933-présent)

#### Autres courses
- Pau-Bayonne-Pau (1899)
- Circuit du Sud-Ouest (1900)
- Grand Prix de l'Automobile-Club de France (1930)

### Affluence
| Edition | Dates             | Nombre de spectateurs |
| ------- | ----------------- | --------------------- |
| 1949    | Samedi 16 avril   | ?                     |
| 1949    | Dimanche 17 avril | ?                     |
| 1949    | Lundi 18 avril    | 35 000                |
| 1950    | Samedi 8 avril    | ?                     |
| 1950    | Dimanche 9 avril  | ?                     |
| 1950    | Lundi 10 avril    | 40 000                |
| 1961    | Samedi 2 avril    | ?                     |
| 1961    | Dimanche 2 avril  | ?                     |
| 1961    | Lundi 3 avril     | 30 000                |
| 1986    |                   | 25 000                |
| 1986    |                   | 25 000                |
| 1986    |                   | 25 000                |
| 2008    | Vendredi 30 mai   | 30 000                |
| 2008    | Samedi 31 mai     | 30 000                |
| 2008    | Dimanche 1er juin | 30 000                |
| 2011    | Vendredi 20 mai   | 20 000                |
| 2011    | Samedi 21 mai     | 20 000                |
| 2011    | Dimanche 22 mai   | 20 000                |
| 2012    | Vendredi 11 mai   | 23 000                |
| 2012    | Samedi 12 mai     | 23 000                |
| 2012    | Dimanche 13 mai   | 23 000                |
| 2013    | Samedi 18 mai     | 17 000                |
| 2013    | Dimanche 19 mai   | 17 000                |
| 2013    | Lundi 20 mai      | 17 000                |
| 2014    | Vendredi 9 mai    | 32 000                |
| 2014    | Samedi 10 mai     | 32 000                |
| 2014    | Dimanche 11 mai   | 32 000                |
| 2015    | Vendredi 15 mai   | 28 000                |
| 2015    | Samedi 16 mai     | 28 000                |
| 2015    | Dimanche 17 mai   | 28 000                |
| 2016    | Vendredi 13 mai   | 28 000,               |
| 2016    | Samedi 14 mai     | 28 000,               |
| 2016    | Dimanche 15 mai   | 28 000,               |
| 2017    | Vendredi 19 mai   | 37 860,               |
| 2017    | Samedi 20 mai     | 37 860,               |
| 2017    | Dimanche 21 mai   | 37 860,               |
| 2018    | Vendredi 11 mai   | 28 250,               |
| 2018    | Samedi 12 mai     | 28 250,               |
| 2018    | Dimanche 13 mai   | 28 250,               |
| 2019    | Vendredi 17 mai   | 37 800                |
| 2019    | Samedi 18 mai     | 37 800                |
| 2019    | Dimanche 19 mai   | 37 800                |
| 2022    | Vendredi 6 mai    | 54 000                |
| 2022    | Samedi 7 mai      | 54 000                |
| 2022    | Dimanche 8 mai    | 54 000                |

## Grand Prix historique
Le Grand Prix de Pau historique est disputé une semaine avant ou après le Grand Prix de Pau et réunit des anciennes voitures de compétitions de tous types ayant pour la plupart déjà couru à Pau.